# Pakistán
Pakistán o Paquistán (en urdu: پاكِستان‎, Pākistānⓘ), oficialmente República Islámica de Pakistán, (en urdu, Islāmī Jumhūriya'eh Pākistān; en inglés: Islamic Republic of Pakistan) es un Estado soberano de Asia ubicado en Oriente Medio y el subcontinente indio que comparte fronteras con Afganistán al norte y noroeste, con Irán al oeste, con la India al este y con China al noreste, mientras que hacia el sur posee unos 1046 km de costa bañada por el mar Arábigo y el golfo de Omán, en el océano Índico. El corredor afgano de Vaján lo separa de Tayikistán en el norte. Con más de 240 millones de habitantes según el censo oficial llevado a cabo a partir de marzo de 2023, Pakistán es el quinto país más poblado del mundo, así como uno de los más densamente poblados.
En el territorio del actual Pakistán se desarrollaron durante la antigüedad diversas culturas, como la neolítica Mehrgarh y la civilización del valle del Indo de la Edad del Bronce. También fue parte de numerosos imperios y dinastías como el Imperio maurya, el Imperio aqueménida, brevemente el Imperio macedonio de Alejandro Magno, el Imperio seléucida, el Imperio kushán, el Califato omeya, el Imperio mogol, el Imperio durrani, el Reino sij y el Imperio británico. Como resultado de los esfuerzos del movimiento encabezado por Muhammad Ali Jinnah y del movimiento de independencia indio, en 1947 Pakistán consiguió su independencia y se configuró como la nación de los musulmanes que habitaban en las regiones tanto ponentinas como levantinas de la India, donde eran mayoría. Inicialmente, Pakistán fue un dominio británico, pero en 1956 el país aprobó una constitución y se convirtió en una república islámica. Una guerra civil en 1971 provocó la secesión de Pakistán Oriental, que pasó a llamarse Bangladés. La historia de Pakistán posterior a su independencia ha estado caracterizada por períodos de gobierno militar, inestabilidad política y el conflicto con su vecina India, otro país con armas nucleares, por el control de Cachemira. El país sigue afrontando grandes problemas como el terrorismo, la pobreza, el analfabetismo y la corrupción.
Pakistán es una república parlamentaria federal compuesta por cuatro provincias y tres territorios federales, étnica y lingüísticamente diversos, con grandes diferencias también en su geografía y vida salvaje. El país es hoy una potencia intermedia con poder regional, cuenta con el séptimo ejército más numeroso del mundo y posee armas nucleares, lo que lo convierte en el único país del mundo islámico con este tipo de armas y el segundo en el sur de Asia. Su economía está semi-industrializada y figura en el puesto 23.º del mundo en términos de paridad de poder adquisitivo, y en el 46.º por el tamaño de su PIB nominal. Es uno de los miembros fundadores de la Organización de la Conferencia Islámica (hoy llamada Organización para la Cooperación Islámica) y es miembro de la ONU, la Mancomunidad de Naciones, los Próximos once, la ASACR, la Organización de Cooperación de Shanghái, la OCE, el D-8 y el G20 de países en desarrollo.

## Etimología
El nombre de «Pakistán» y su variante «Paquistán» significan literalmente «tierra de los puros» en urdu y persa. Proviene de پاک pāk, que significa «puro» en persa y pastún. El sufijo persa ـستان (-stān) significa «lugar de», análogo del término sánscrito स्थान sthāna («lugar»).
El nombre del país fue acuñado en 1933 como «Pakistán» por Choudhry Rahmat Ali, un activista del Movimiento por Pakistán, que lo publicó en su folleto Now or Never, usándolo como un acrónimo («treinta millones de hermanos musulmanes que viven en PAKSTAN») en referencia a los nombres de las cinco regiones del norte de la India británica: Punyab, Afgania, Kachemira, Sind y Baluchistán. La letra i fue incorporada para facilitar la pronunciación.

## Historia

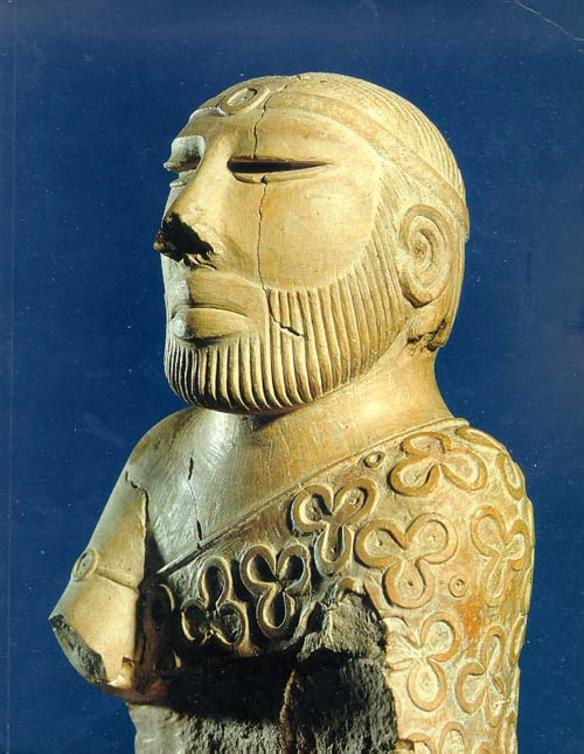
Efigie de piedra de un rey sacerdote, encontrada en Mohenjo-Daro y expuesta en el Museo nacional de Pakistán, en Karachi.

La historia de Pakistán ―que, para el período que precede a la fundación de la nación en 1947, es compartida intermitentemente por Afganistán, la India e Irán― se puede datar hasta los principios de la vida humana en el sur de Asia.
La región actual de Pakistán sirvió como tierra fértil para algunas de las civilizaciones más importantes de Oriente Medio y como puerta de entrada del subcontinente a Oriente Medio y Asia Central. En Pakistán se localizan algunos de los más importantes yacimientos arqueológicos, incluyendo el yacimiento más antiguo de homínidos del Paleolítico en el sur de Asia, ubicado en el valle del río Soan. Situada en la primera ruta de migración costera del anatómicamente moderno homo sapiens al salir de África, la región fue habitada desde temprano por humanos modernos. Los 9000 años de historia de la vida en aldeas en el sur de Asia, se remonta al Neolítico (7000 a. C.-4300 a. C.) encontrándose en el yacimiento de Mehrgarh en Pakistán, y los 5000 años de historia urbana en el sur de Asia en varios lugares del valle del Indo, que incluye Mohenjo-Daro y Harappa.
La civilización del valle del Indo fue una de las tres primeras civilizaciones humanas junto con el Antiguo Egipto y Mesopotamia, y es probablemente la que menos conocen los historiadores modernos.

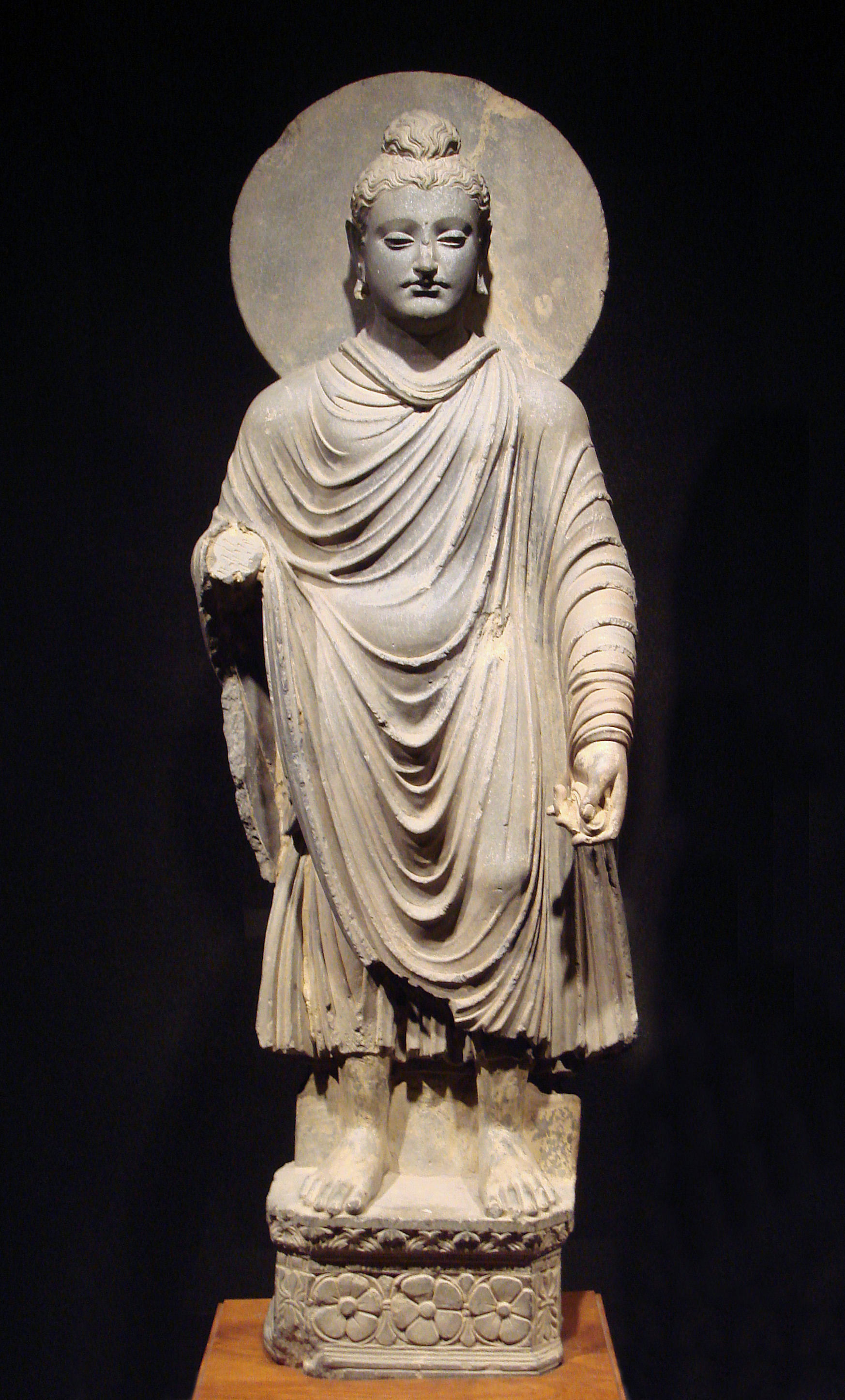
Estatua de Buddha de Gandhara, arte greco-budista

Alrededor de 1700 a. C., la civilización del valle del Indo comenzó a declinar, probablemente debido a la sequía y el secado del río natal, y poco después las tribus indoeuropeas del centro de Asia o del sur de las estepas rusas se diseminaron en la región. Los conocidos como arios se establecieron en la región de los Sapta Sindhu (‘siete ríos’ sagrados). Fue en esta región donde se compusieron los himnos del Rig-veda y se establecieron los cimientos del hinduismo. La civilización védica también floreció en la antigua ciudad de Gandhāra de Taxila, que fue fundada alrededor del año 1000 a. C. Los sucesivos imperios y reinos antiguos gobernaron la región: el Imperio persa aqueménida (alrededor del 519 a. C.), el imperio de Alejandro Magno en 326 a. C. después de la Batalla de Hydaspes, que tuvo lugar cerca del río Hydaspes, el Imperio Maurya, fundado por Chandragupta Maurya y ampliado por Ashoka, hasta 185 a. C, los indo-escitas y el Imperio kushán. El reino indo-griego fundado por Demetrio de Bactria (180-165 a. C.) incluyó a Gandhara y Punyab y alcanzó su mayor extensión bajo Menandro (165-150 a. C.), prosperando la cultura greco-budista en la región.
El islam se introdujo en Pakistán en 711, cuando el general árabe Muhammad bin Qasim conquistó el sur de Pakistán. Esta conquista fue un requisito previo para el establecimiento de sucesivos imperios musulmanes en la región como el imperio Ghaznavid (975-1187 d. C.), el Sultanato de Delhi (1206-1526 d. C.) y el Imperio mogol (1526-1857 d. C.).

### Gran Bretaña
Desde el final del siglo XVIII, la región fue gradualmente apropiada por la Compañía Británica de las Indias Orientales, dando como resultado 90 años de continuo dominio británico, y terminando con la creación de Pakistán en 1947, a través de los esfuerzos, de entre otros, su futuro poeta nacional Allama Iqbal y su fundador, Muhammad Ali Jinnah.
Una vez finalizada la Segunda Guerra Mundial se inició el proceso de descolonización en el mundo. El primer país en descolonizarse fue la India, la colonia más importante del Reino Unido, que estableció un trato de independencia con el Reino Unido, apenas después de que Gandhi (líder de uno de los partidos) llamara a la resistencia pasiva de su pueblo, negándose a cooperar con el Imperio británico. Así pues, el Reino Unido dio la independencia.
La independencia se llevó a cabo en 1948, siguiendo el plan Mountbatten, lo que significaba dividir la India en dos estados en función de las religiones. Los musulmanes quedaron en Pakistán, separados de los hindúes, que se encontraban en la India. Más de 2000 kilómetros separaban los dos territorios, hasta que en 1971 Pakistán Oriental se convirtió en un nuevo estado: Bangladés. Todavía hoy se mantiene el conflicto en la región de Cachemira, ya que es un territorio musulmán controlado por la India, pero Pakistán Occidental es reconocida como un estado llamado República Islámica de Pakistán.
La partición desencadenó una de las migraciones masivas más grandes de la historia, con millones de personas desplazadas, lo que provocó violencia y agitación generalizadas. La independencia tuvo lugar en 1947, no en 1948, como sugieren algunas fuentes.
La creación de Pakistán dio forma al panorama geopolítico en el sur de Asia, creando tensiones duraderas entre India y Pakistán, particularmente en torno a Cachemira.

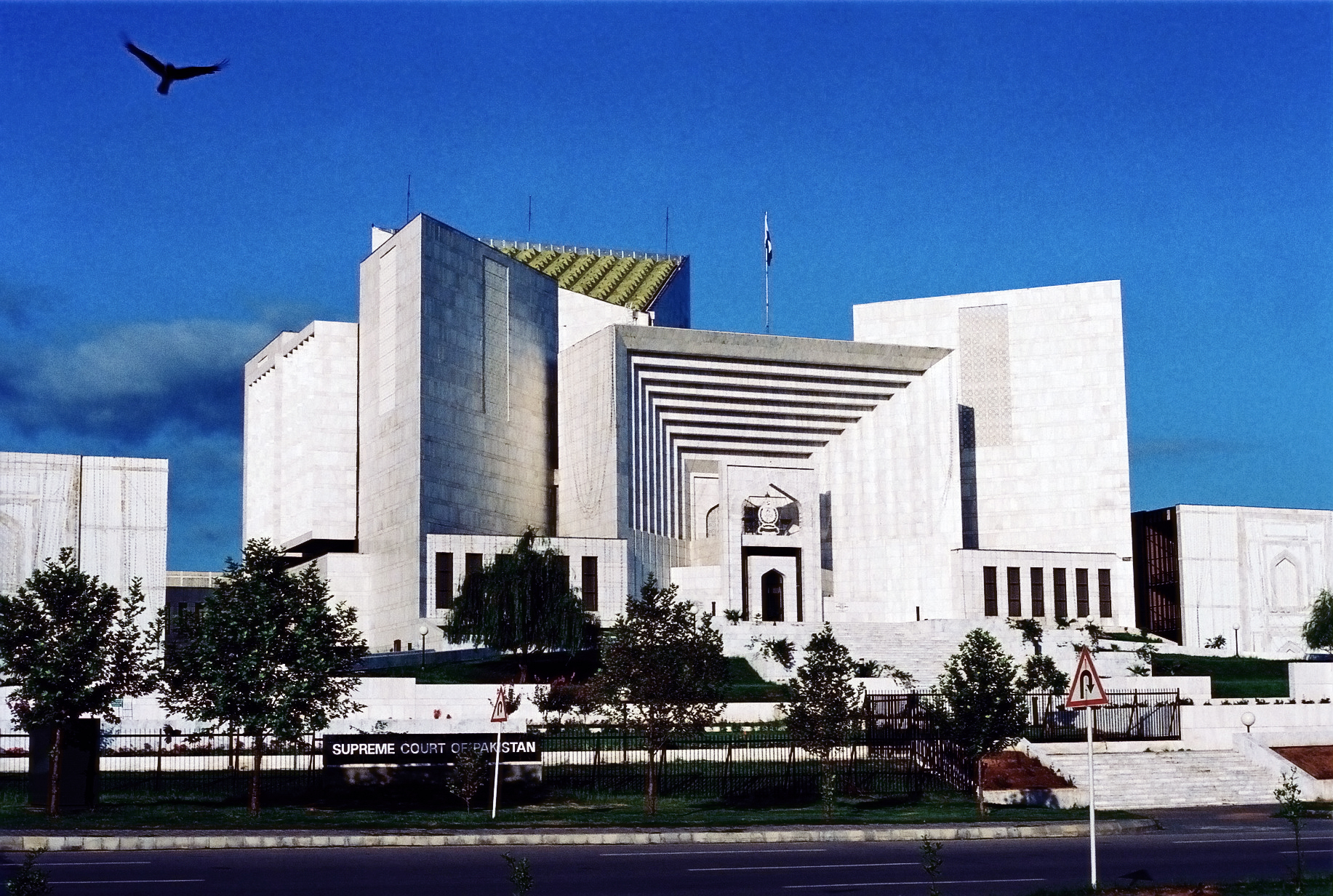
Corte Suprema de Pakistán

## Gobierno y política
Pakistán se declaró oficialmente una nación federal, y en octubre de 1999 el general Pervez Musharraf derrocó al gobierno civil, dirigido por Nawaz Sharif, y asumió el poder ejecutivo. Las elecciones del gobierno local se llevaron a cabo en 2000. Musharraf se declaró presidente en 2001. Se eligió un nuevo parlamento en 2002, y se nombró a Zafarullah Khan Jamali, fiel seguidor de Musharraf: primer ministro. Después de más de un año de pleitos políticos en la legislatura bicameral, Musharraf presentó un compromiso con algunos de sus oponentes parlamentarios, y otorgó a sus seguidores dos tercios de la mayoría de votos requerida para modificar la constitución en diciembre de 2003. Las reformas constitucionales aprobaron algunos de los decretos de Musharraf y, de manera retroactiva, legitimizaron su presidencia, con lo que lo liberaron del requisito de ser electo para ocupar su cargo.
Los intermitentes períodos democráticos en Pakistán obedecen a una larga historia de dictaduras militares, incluidas la del general Ayub Khan, en la década de 1960, la del general Muhammad Zia-ul-Haq, en los años 1980, y la del general Pervez Musharraf, a partir de 1999.
Tras ganar las elecciones del 6 de octubre de 2007, Pervez Musharraf había prometido renunciar a su cargo de jefe del ejército y llevar a cabo un gobierno civil. Ante esto, la ex primera ministra Benazir Bhutto volvió al país tras varios años de exilio, con la esperanza de un retorno paulatino a la democracia. Sin embargo, el 3 de noviembre se produjo un autogolpe de Estado, echando por tierra las promesas de apertura e iniciando una nueva dictadura militar con Musharraf a la cabeza. El 27 de diciembre de ese mismo año la ex primera ministra Benazir Bhutto es asesinada en un atentado.
El 18 de agosto de 2008, Pervez Musharraf dimitió para evitar la destitución por parte de la Asamblea Nacional que se iba a votar al día siguiente por los partidos que sostenían al gobierno. Le sustituyó de manera interina Muhammad Mian Soomro, presidente del Senado, tal como tiene previsto la constitución hasta la elección de un nuevo presidente. En las elecciones presidenciales del 6 de septiembre fue elegido presidente Asif Ali Zardari.

### Partidos políticos

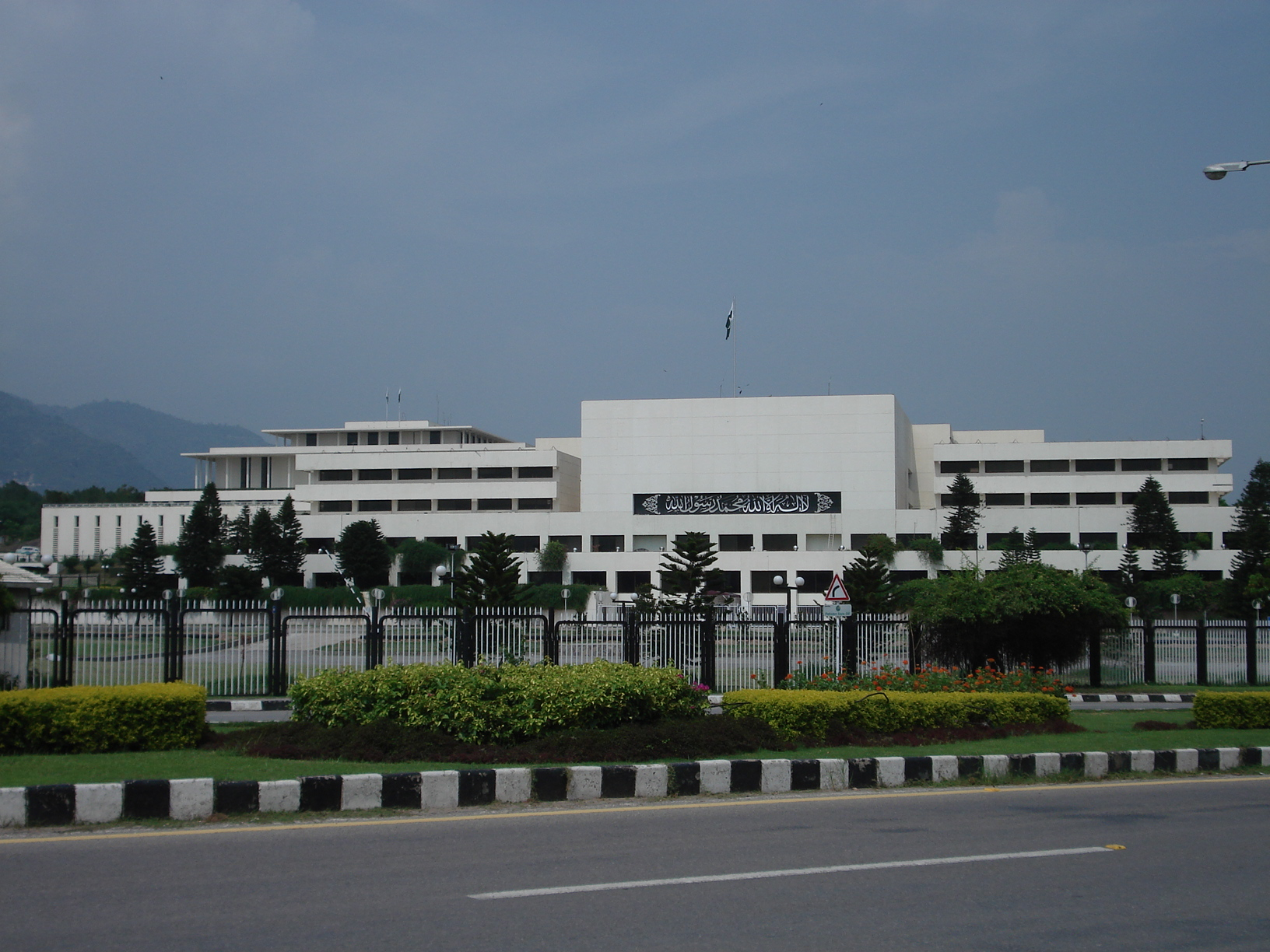
Parlamento de Pakistán, en Islamabad.

A pesar de la diversidad del panorama partidista, la política de partidos en Pakistán sólo es eficaz hasta cierto punto. La razón principal es la falta de una cultura democrática como consecuencia del recurrente régimen militar, la fuerte orientación de la política hacia líderes individuales y la falta de fundamentos ideológicos en muchos partidos. Inmediatamente después de la independencia, la Liga Musulmana desempeñó un papel similar al del Partido del Congreso en la India. Sin embargo, tras la muerte del dirigente del partido, Muhammad Ali Jinnah, en 1948, perdió importancia rápidamente. La escisión más importante de la Liga Musulmana es la Liga Musulmana de Pakistán Quaid-e-Azam (PML-Q), especialmente próxima al ex gobernante militar Pervez Musharraf. El nombre Quaid-e-Azam significa «Gran Líder» en urdu y representa al fundador del Estado, Muhammad Ali Jinnah. El Partido Popular de Pakistán (PPP), más izquierdista, se fundó en 1967 y fue el partido gobernante bajo Zulfikar Ali Bhutto y su hija Benazir Bhutto. Los dos principales partidos islamistas, Jamaat-e-Islami (Comunidad Islámica; JI) y Jamiat Ulema-e-Islam (Comunidad de Eruditos Islámicos; JUI), se han unido a otros partidos de la derecha religiosa para formar la alianza Muttahida Majlis-e-Amal (Frente de Acción Unida; MMA). El MMA tiene más seguidores en Baluchistán y en Jaiber Pastunjuá, donde gobierna desde 2002. En el resto del país, su éxito es moderado. El Movimiento Muttahida Qaumi (Movimiento Popular Unido; MQM) representa los intereses de la minoría muhajir.
Diversos movimientos de oposición, como el de Muhammad Tahir-ul-Qadri, sólo pueden movilizarse temporalmente. Sin embargo, el PTI, con su líder Imran Khan, ha experimentado un auge en los últimos años, ya que aborda los problemas del hombre corriente y, por ello, ha recibido un aumento de afiliados y planta cara a los partidos establecidos.

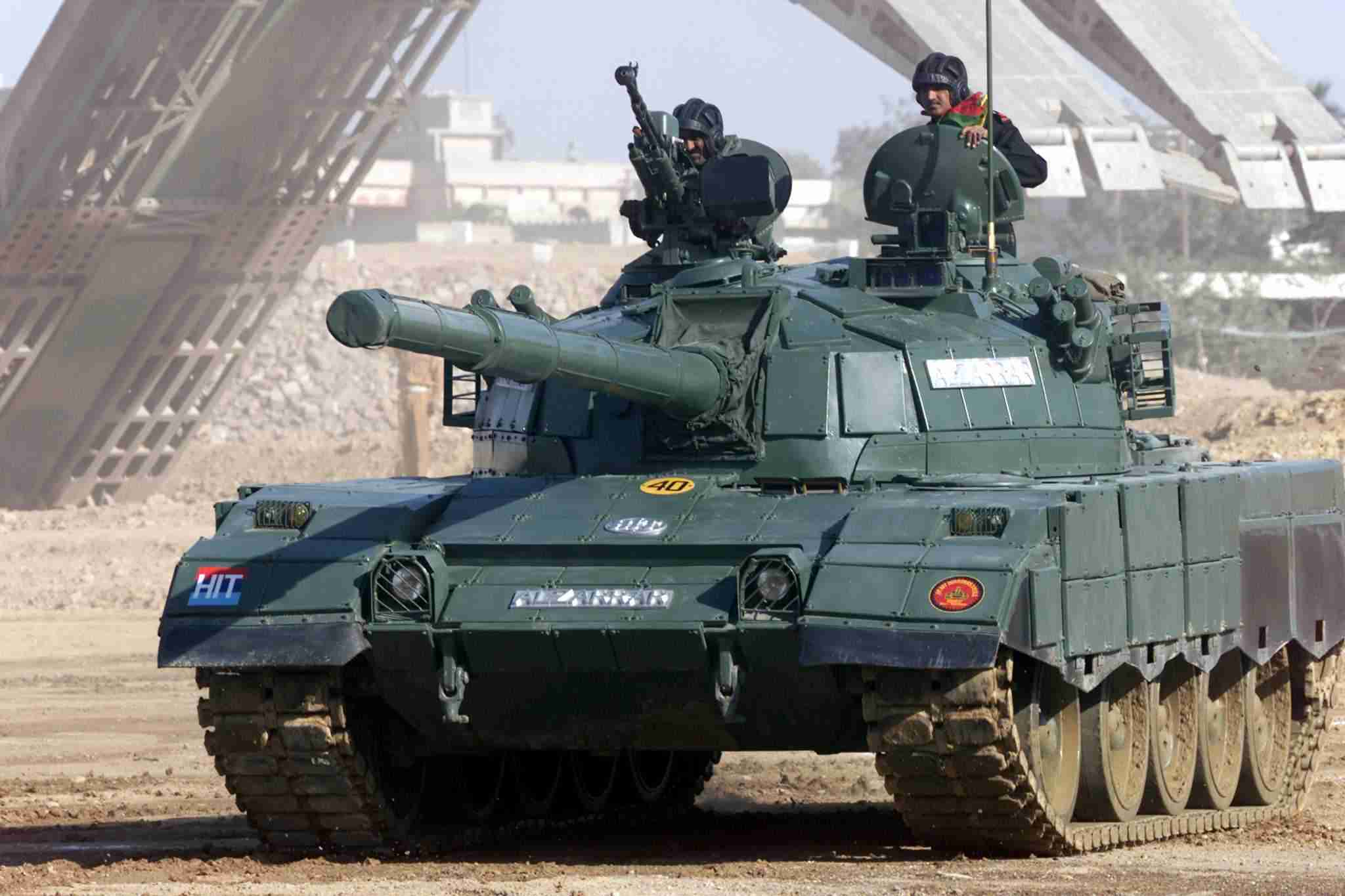
Un tanque del Ejército de Pakistán

### Defensa
En 2010, las Fuerzas Armadas de Pakistán eran el octavo ejército más grande del mundo en términos de miembros de tiempo completo, con cerca de 617.000 elementos activos y más de 513.000 soldados en la reserva. Las Fuerzas Armadas se fundaron luego de la independencia en 1947, y desde entonces las cuestiones militares han sido parte de las políticas pakistaníes.
El presidente de la junta de jefes (el presidente actual es el general Rashad Mahmood) es el oficial de más alto rango en la milicia, y es el jefe de los consejeros militares, aunque el presidente no posee autoridad sobre las tres ramas de las fuerzas armadas. Las tres ramas principales son el Ejército (encabezado por el general Raheel Sharif), la Armada (liderada por el almirante Asif Sandila) y la Fuerza Aérea (liderada por el mariscal Tahir Rafique Butt), y todas son apoyadas por varias fuerzas paramilitares. La Autoridad Nacional Comandada es la responsable del empleo y el control sobre el desarrollo de todas las organizaciones nucleares estratégicas, así como la política nuclear de Pakistán, bajo la teoría de defensa nuclear. 

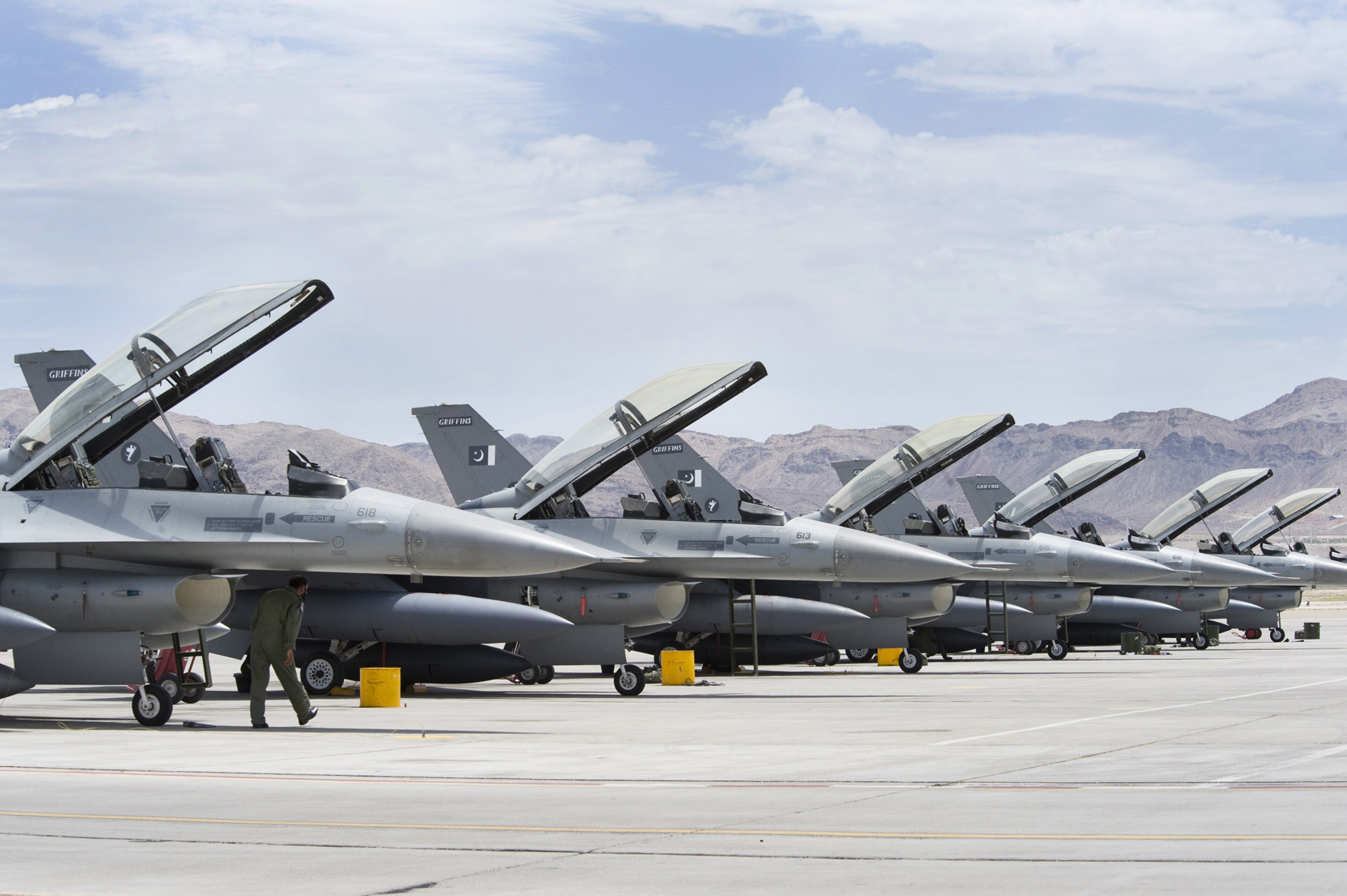
Grupo de F-16 de la Fuerza Aérea de Pakistán

Las fuerzas de defensa de Pakistán mantienen relaciones militares estrechas con China y los Estados Unidos e importan equipos militares de ellos. Los ejércitos de China y Pakistán ocasionalmente realizan ejercicios militares juntos. El servicio militar obligatorio puede implementarse en tiempos de emergencia, aunque nunca se ha hecho.
Los tres grandes servicios de inteligencia, que actúan con relativa independencia, tienen una gran influencia en la política. El Inter-Services Intelligence (ISI) es el mayor servicio de inteligencia y el órgano supremo de coordinación de todas las actividades de inteligencia. Desempeña diversas funciones internas y externas, como el control de los medios de comunicación, los grupos políticos y los extranjeros, especialmente los diplomáticos. En caso de guerra, asume las actividades de espionaje en países extranjeros hostiles. También es responsable de la seguridad del programa nuclear de Pakistán. El director general del ISI debe ser miembro del Ejército de Pakistán. Debido a varios escándalos de sobornos a los que ha estado vinculado y a su apoyo y equipamiento de militantes extremistas, es muy controvertido y se considera un «Estado dentro del Estado».
La Oficina Civil de Inteligencia (IB) depende del Ministerio del Interior. Su tarea principal es vigilar a políticos, activistas políticos y presuntos terroristas. También se encarga del contraespionaje.
La tercera gran agencia de inteligencia de Pakistán es la Inteligencia Militar (MI), subordinada al ejército pakistaní. Sus principales tareas son la contrainteligencia y la vigilancia de posibles enemigos del Estado

### Relaciones exteriores

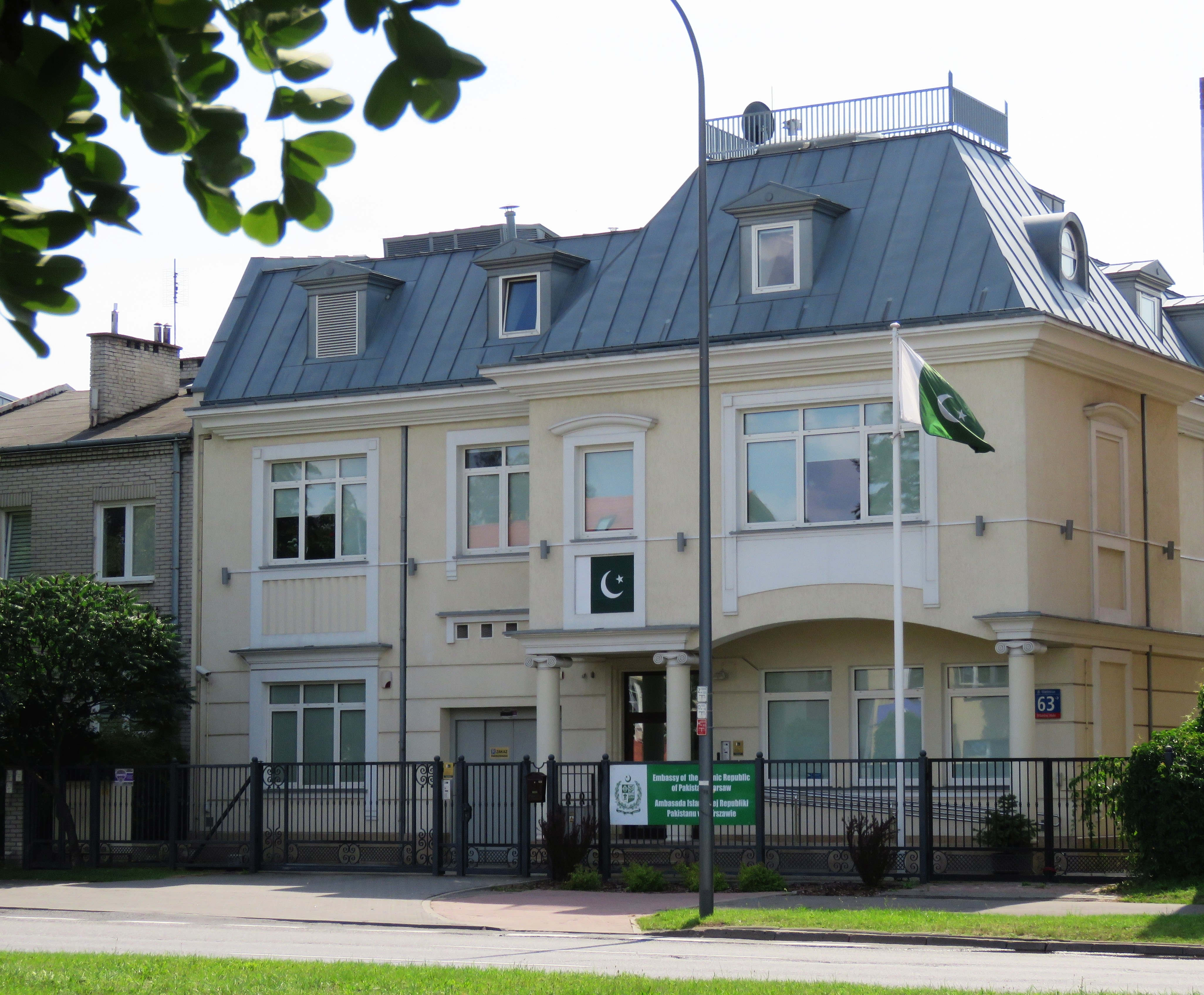
Embajada de Pakistán en Varsovia, Polonia

Desde su independencia, Pakistán ha intentado equilibrar sus relaciones con las naciones extranjeras. Pakistán es un firme aliado de China, y ambos países conceden gran importancia al mantenimiento de una relación especial extremadamente estrecha y solidaria. También ha sido un importante aliado no perteneciente a la OTAN de Estados Unidos desde la guerra contra el terrorismo, estatus alcanzado en 2004. La política exterior y la geoestrategia de Pakistán se centran principalmente en la economía y la seguridad frente a las amenazas a su identidad nacional e integridad territorial, y en el cultivo de relaciones estrechas con otros países musulmanes. El conflicto de Cachemira sigue siendo el principal punto de discordia entre Pakistán e India; tres de sus cuatro guerras se libraron por este territorio.
Debido en parte a las dificultades en las relaciones con su rival geopolítico India, Pakistán mantiene estrechas relaciones políticas con Turquía e Irán, y ambos países han sido un punto central en la política exterior de Pakistán. Arabia Saudí también mantiene una posición respetada en la política exterior de Pakistán.
Parte no signataria del Tratado de No Proliferación Nuclear, Pakistán es un miembro influyente del OIEA. En acontecimientos recientes, Pakistán ha bloqueado un tratado internacional para limitar el material fisible, argumentando que el «tratado apuntaría específicamente a Pakistán». Durante el siglo XX, el programa de disuasión nuclear de Pakistán se centró en contrarrestar las ambiciones nucleares de la India en la región, y las pruebas nucleares de la India llevaron finalmente a Pakistán a corresponder para mantener un equilibrio geopolítico al convertirse en una potencia nuclear. Actualmente, Pakistán mantiene una política de disuasión mínima creíble, calificando su programa de disuasión nuclear vital contra la agresión extranjera.

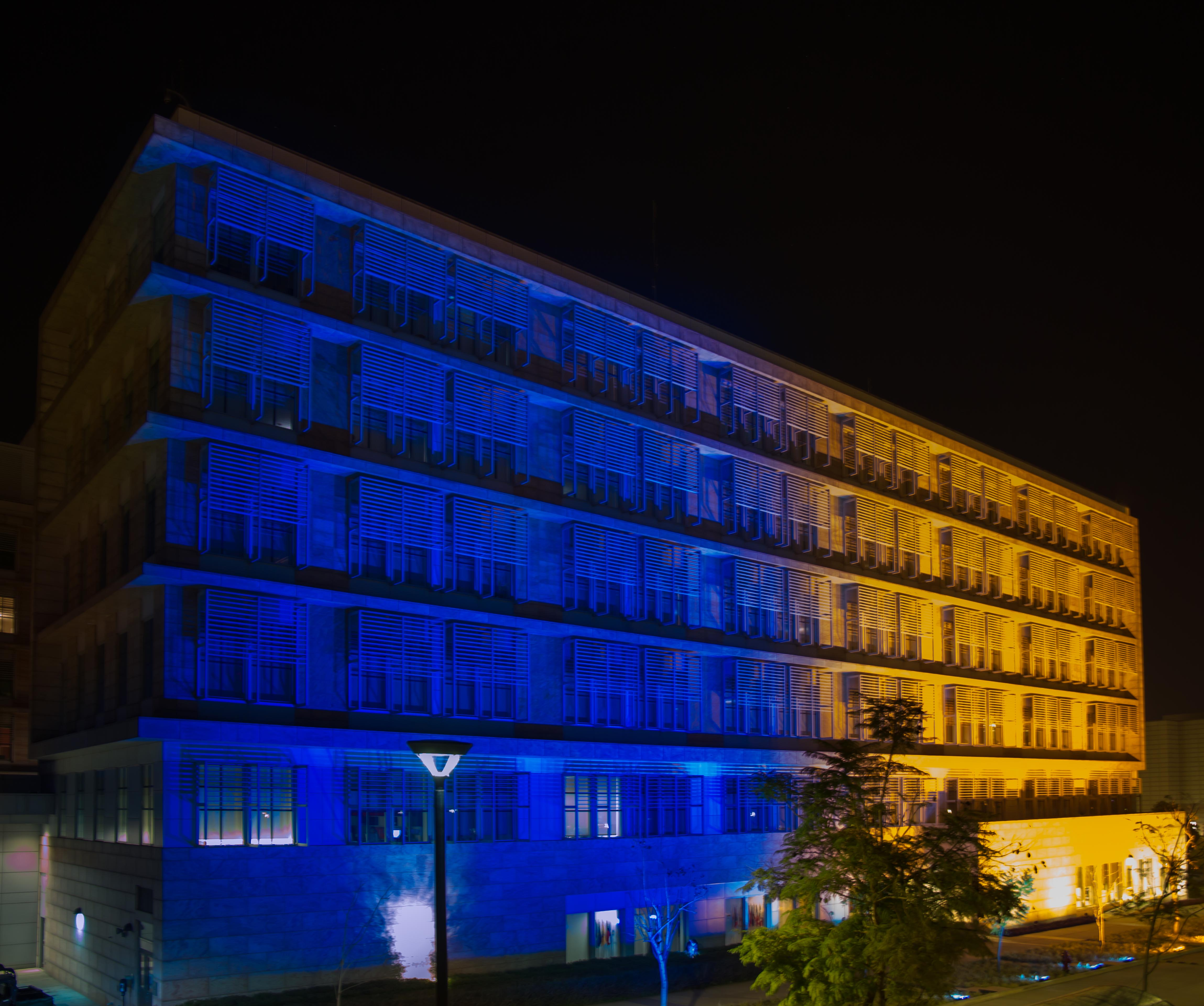
Embajada de Estados Unidos en Pakistán

Situado en el corredor estratégico y geopolítico de las principales líneas marítimas de suministro de petróleo y fibra óptica de comunicaciones del mundo, Pakistán tiene proximidad a los recursos naturales de los países de Asia Central. En una sesión informativa sobre la política exterior del país en 2004, un senador pakistaní explicó: «Pakistán destaca la igualdad soberana de los Estados, el bilateralismo, la reciprocidad de intereses y la no injerencia en los asuntos internos del otro como las características cardinales de su política exterior». Pakistán es un miembro activo de las Naciones Unidas y tiene un Representante Permanente para representar las posiciones de Pakistán en la política internacional. Pakistán ha abogado por el concepto de «moderación ilustrada» en el mundo musulmán. Pakistán también es miembro de la Commonwealth de Naciones, de la Asociación del Asia Meridional para la Cooperación Regional (SAARC), de la Organización de Cooperación Económica (ECO), y de las naciones en desarrollo del G20.
Debido a diferencias ideológicas, Pakistán se opuso a la Unión Soviética en la década de 1950. Durante la guerra soviético-afgana de la década de 1980, Pakistán fue uno de los aliados más estrechos de Estados Unidos. Las relaciones entre Pakistán y Rusia han mejorado mucho desde 1999, y ha aumentado la cooperación en diversos sectores Pakistán ha tenido una relación «intermitente» con Estados Unidos. Estrecho aliado de Estados Unidos durante la Guerra Fría, la relación de Pakistán con este país se deterioró en la década de 1990, cuando este último impuso sanciones debido al desarrollo nuclear secreto de Pakistán. Desde el 11-S, Pakistán ha sido un estrecho aliado de Estados Unidos en la lucha antiterrorista en las regiones de Oriente Próximo y el sur de Asia, y Estados Unidos ha apoyado a Pakistán con ayudas económicas y armamento. Al principio, la guerra contra el terrorismo encabezada por EE. UU. propició una mejora de la relación, pero ésta se tensó por la divergencia de intereses y la desconfianza resultante durante la guerra de Afganistán y por cuestiones relacionadas con el terrorismo. La agencia de inteligencia paquistaní, el ISI, fue acusada de apoyar a los insurgentes talibanes en Afganistán.

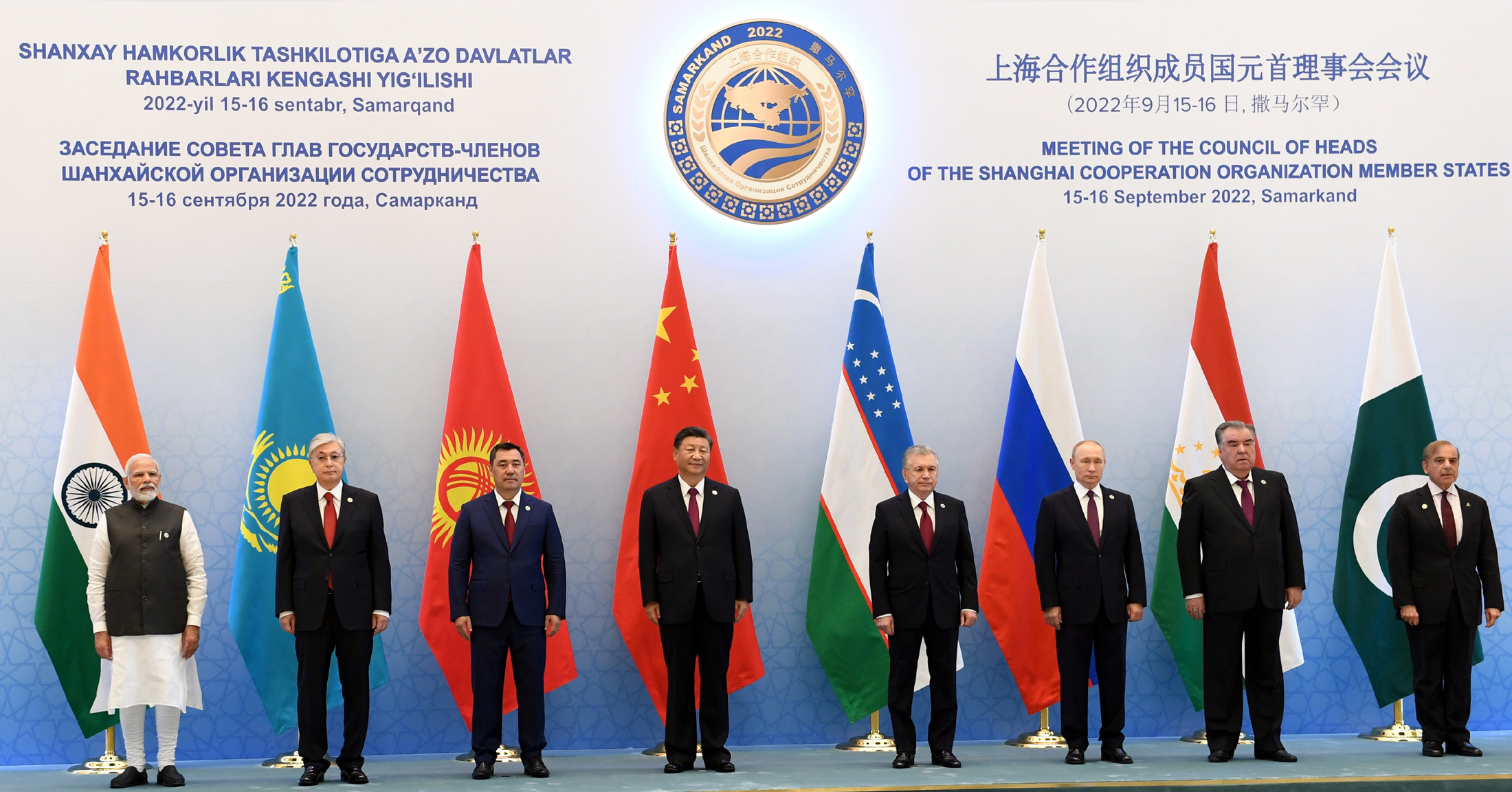
Shehbaz Sharif asistió a la cumbre de la Organización de Cooperación de Shanghái de 2022

Pakistán no mantiene relaciones diplomáticas con Israel; no obstante, algunos ciudadanos israelíes han visitado el país con visados de turista. Sin embargo, se produjo un intercambio entre ambos países utilizando Turquía como conducto de comunicación. A pesar de que Pakistán es el único país del mundo que no ha establecido relaciones diplomáticas con Armenia, una comunidad armenia sigue residiendo en Pakistán. Pakistán mantiene relaciones cordiales con Bangladés, a pesar de algunas tensiones iniciales en su relación.

### Derechos humanos
En Pakistán, el 90 % de las mujeres sufre violencia machista y más de tres mil mujeres al año son víctimas de asesinatos «por honor», según la Pakistan's Human Rights Commission. Las niñas sufren matrimonios forzados y las mujeres ataques con ácido. Por eso, Pakistán está considerado el cuarto a sexto país más peligroso del mundo para las mujeres.
Pakistán también se considera un país con pocas libertades religiosas, habiéndose reportado múltiples denuncias.
En materia de derechos humanos, respecto a la pertenencia a los siete organismos de la Carta Internacional de Derechos Humanos, que incluyen al Comité de Derechos Humanos (HRC), Pakistán ha firmado o ratificado:
| Pakistán | Tratados internacionales | Tratados internacionales  | Tratados internacionales    | Tratados internacionales  | Tratados internacionales  | Tratados internacionales | Tratados internacionales  | Tratados internacionales | Tratados internacionales  | Tratados internacionales    | Tratados internacionales  | Tratados internacionales | Tratados internacionales    | Tratados internacionales    | Tratados internacionales | Tratados internacionales | Tratados internacionales    | Tratados internacionales  |
| --- | ------------------------ | ------------------------- | --------------------------- | ------------------------- | ------------------------- | ------------------------ | ------------------------- | --- | ------------------------- | --------------------------- | ------------------------- | ------------------------ | --------------------------- | --------------------------- | ------------------------ | ------------------------ | --------------------------- | ------------------------- |
| Pakistán | CESCR                    | CESCR                     | CCPR                        | CCPR                      | CCPR                      | CERD                     | CED                       | CEDAW | CEDAW                     | CAT                         | CAT                       | CRC                      | CRC                         | CRC                         | CRC                      | MWC                      | CRPD                        | CRPD                      |
| Pakistán | CESCR                    | CESCR-OP                  | CCPR                        | CCPR-OP1                  | CCPR-OP2-DP               | CERD                     | CED                       | CEDAW | CEDAW-OP                  | CAT                         | CAT-OP                    | CRC                      | CRC-OP-AC                   | CRC-OP-SC                   | CRC-OP-CP                | MWC                      | CRPD                        | CRPD-OP                   |
| Pertenencia | Firmado y ratificado.    | Ni firmado ni ratificado. | Firmado pero no ratificado. | Ni firmado ni ratificado. | Ni firmado ni ratificado. | Firmado y ratificado.    | Ni firmado ni ratificado. | Pakistán ha reconocido la competencia de recibir y procesar comunicaciones individuales por parte de los órganos competentes. | Ni firmado ni ratificado. | Firmado pero no ratificado. | Ni firmado ni ratificado. | Firmado y ratificado.    | Firmado pero no ratificado. | Firmado pero no ratificado. | Sin información.         | Firmado y ratificado.    | Firmado pero no ratificado. | Ni firmado ni ratificado. |
| Firmado y ratificado, firmado, pero no ratificado, ni firmado ni ratificado, sin información, ha accedido a firmar y ratificar el órgano en cuestión, pero también reconoce la competencia de recibir y procesar comunicaciones individuales por parte de los órganos competentes. |                          |                           |                             |                           |                           |                          |                           | |                           |                             |                           |                          |                             |                             |                          |                          |                             |                           |

### Aplicación de la Ley

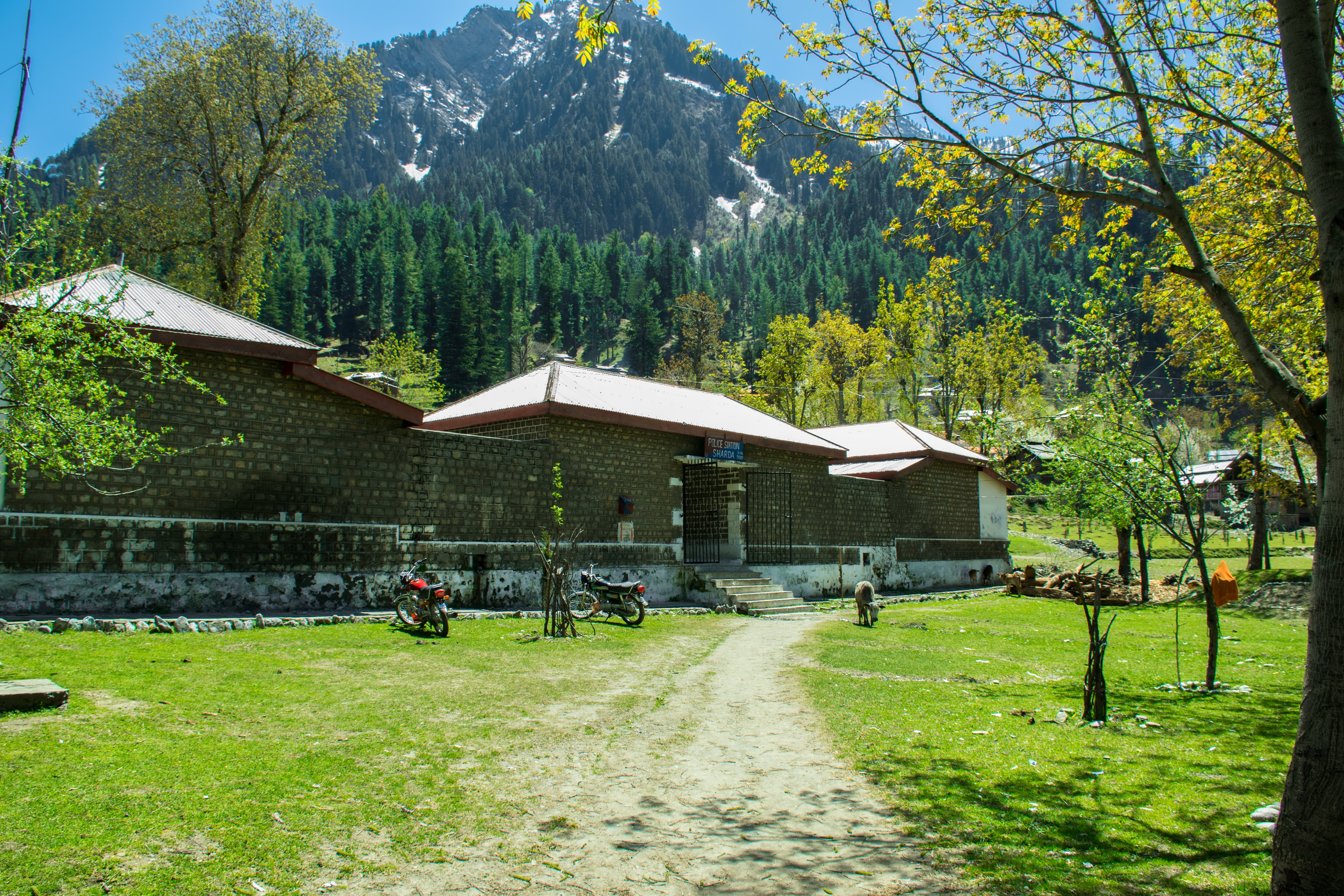
Estación de Policía en Sharda, Azad Cachemira al norte de Pakistán

La aplicación de la ley en Pakistán se lleva a cabo mediante una red conjunta de varios organismos policiales federales y provinciales. Cada una de las cuatro provincias y el Territorio de la Capital de Islamabad (ICT) cuenta con un cuerpo de policía civil cuya jurisdicción se extiende únicamente a la provincia o territorio correspondiente. En el ámbito federal, existen varios organismos civiles de inteligencia con jurisdicción en todo el país, como la Agencia Federal de Investigación (FIA) y la Oficina de Inteligencia (IB), así como la Guardia Nacional y las Fuerzas Armadas Civiles, como los Scouts de Gilgit-Baltistán, los Rangers de Punjab y el Cuerpo de fronteras de Jaiber Pastunjuá (Norte).
Los oficiales de mayor rango de todas las fuerzas policiales civiles también forman parte del Servicio de Policía, que es un componente de la función pública de Pakistán. En concreto, existen cuatro servicios de policía provinciales: la policía de Punyab, la policía de Sind, la policía de Jaiber Pastunjuá y la policía de Baluchistán; todos ellos están dirigidos por los inspectores generales superiores designados. El ICT tiene su propio componente policial, la Policía de la Capital, para mantener la ley y el orden en la capital. Las oficinas del CID son la unidad de investigación de delitos y forman una parte vital en cada servicio policial provincial.
Las fuerzas del orden en Pakistán también cuentan con una Patrulla de Autopistas que se encarga de hacer cumplir las leyes de tráfico y seguridad, así como de la seguridad y la recuperación en la red de autopistas interprovinciales de Pakistán. En cada uno de los servicios de policía provinciales, también mantiene una unidad de policía de élite dirigida por el NACTA, una unidad de policía antiterrorista que también proporciona escoltas vip. En el Punyab y Sind, los Pakistan Rangers son una fuerza de seguridad interna cuyo objetivo principal es proporcionar y mantener la seguridad en zonas de guerra y áreas de conflicto, así como mantener la ley y el orden, lo que incluye prestar asistencia a la policía. El Cuerpo de Fronteras cumple una función similar en Khyber-Pakhtunkhwa y Baluchistán.

## Organización territorial

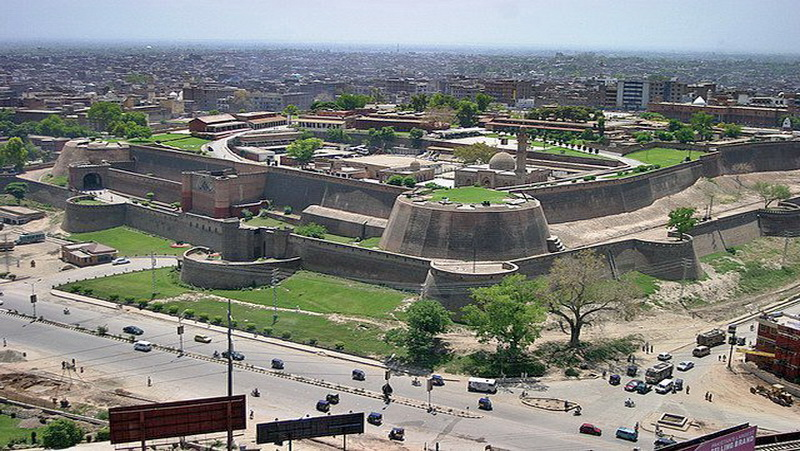
Peshawar.

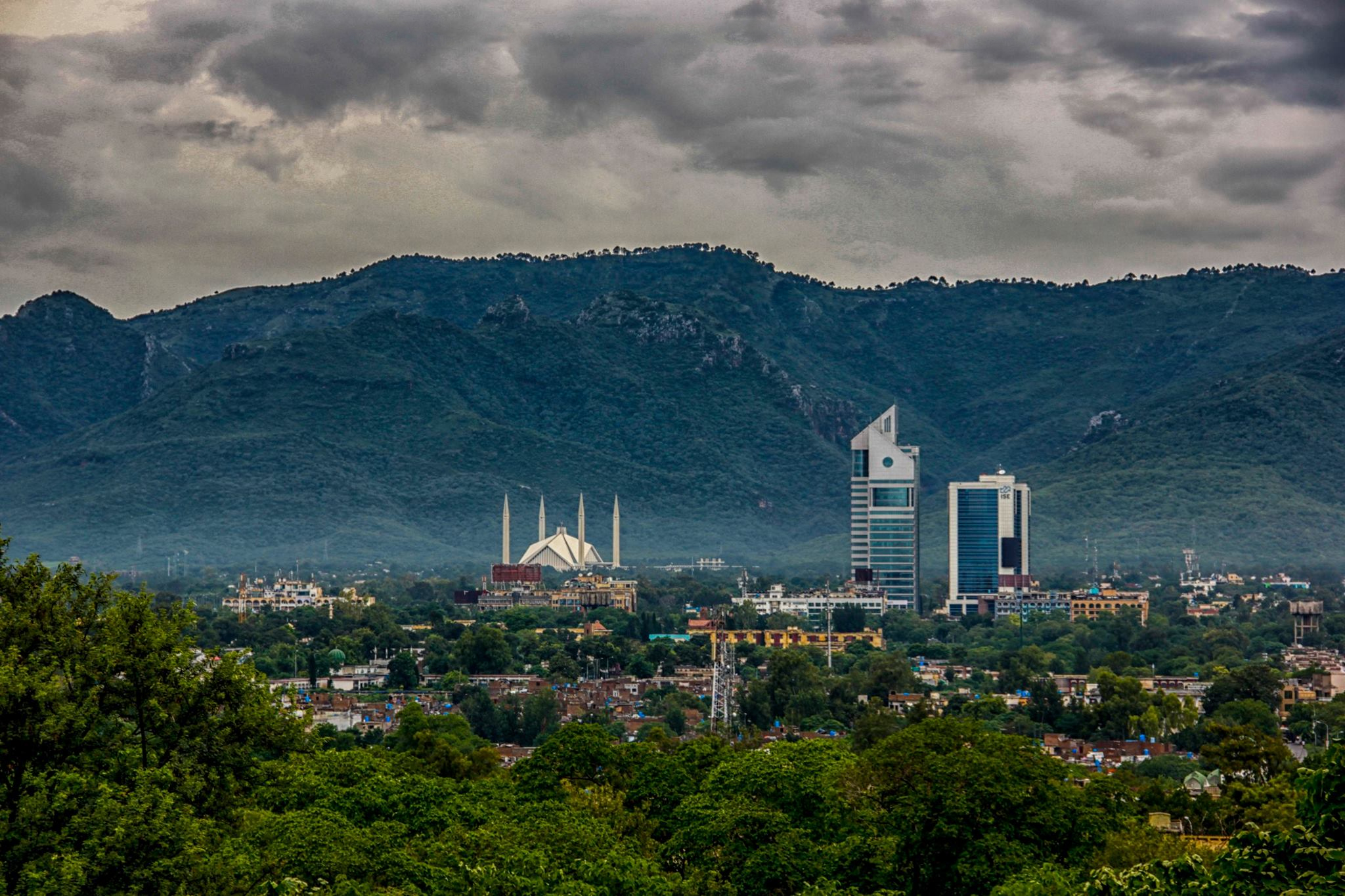
Islamabad.

Pakistán es una federación de cinco provincias (Baluchistán, Jaiber Pastunjuá, Punyab, Sind y Gilgit-Baltistán) y un territorio de la capital (Islamabad). El país ejerce un control de facto sobre las partes occidentales de la región de Cachemira, que se encuentra organizada en dos entidades políticas separadas, Azad Cachemira y los Gilgit-Baltistán (Territorios del Norte), que son reclamadas a su vez por la India. Pakistán reclama la posesión de Jammu y Cachemira, porción de Cachemira administrada por la India.

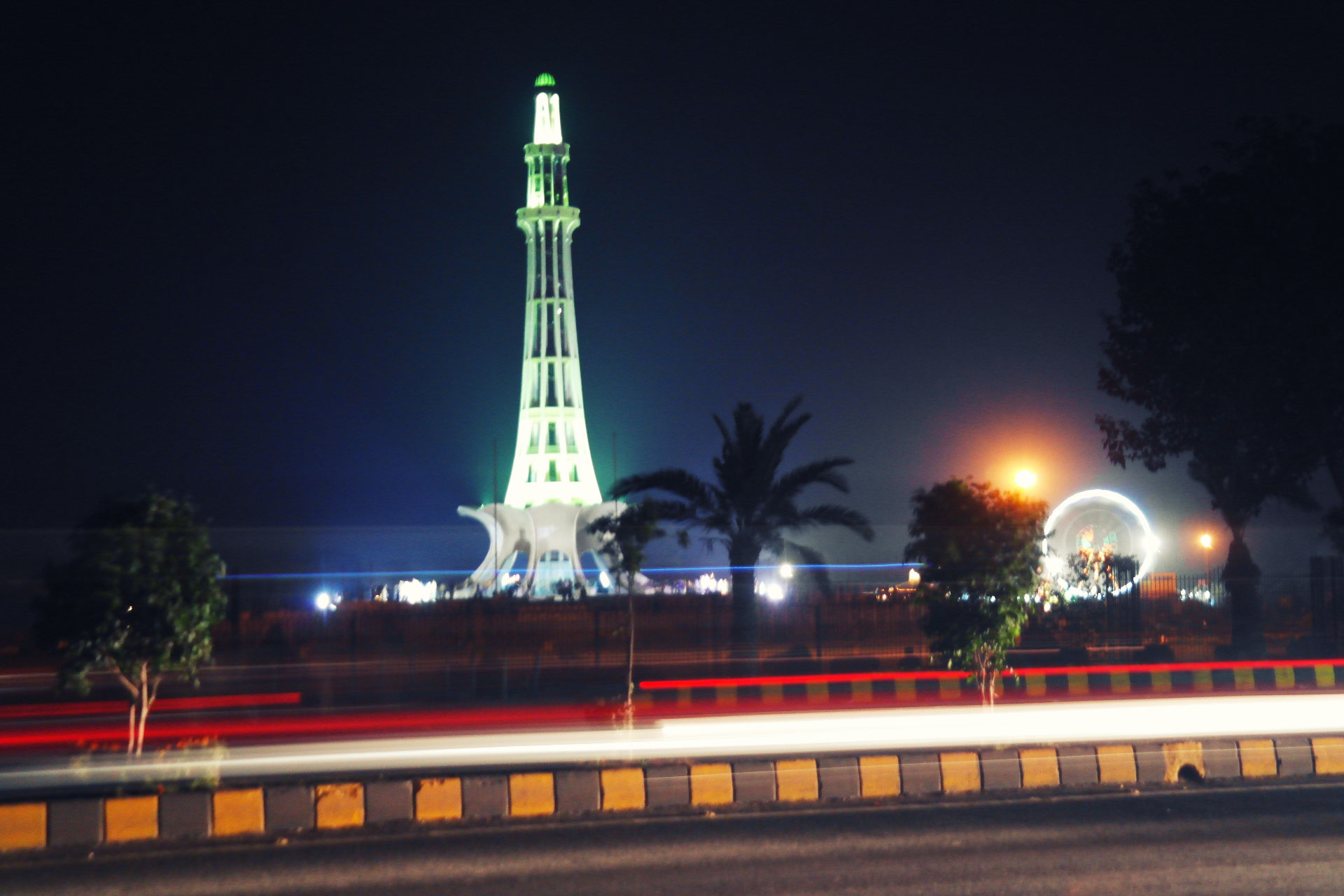
Lahore

El gobierno federal abolió las entidades administrativas conocidas como divisiones, que eran usadas en el segundo nivel de gobierno. En el tercer nivel se encontraban los distritos, que tras la reforma pasaron a ocupar el segundo lugar en el escalafón, pero las divisiones volvieron en 2008. Las seis provincias, excepto el territorio de la capital, se dividen en 35 divisiones, estas, ahora incluyendo el territorio capital, se dividen en 107 distritos que contienen numerosos tehsils y gobiernos locales. Las áreas tribales comprenden siete agencias tribales y seis pequeñas regiones fronterizas ligados a los distritos colindantes. Cachemira Azad comprende diez distritos, mientras que los Territorios del Norte integran siete.

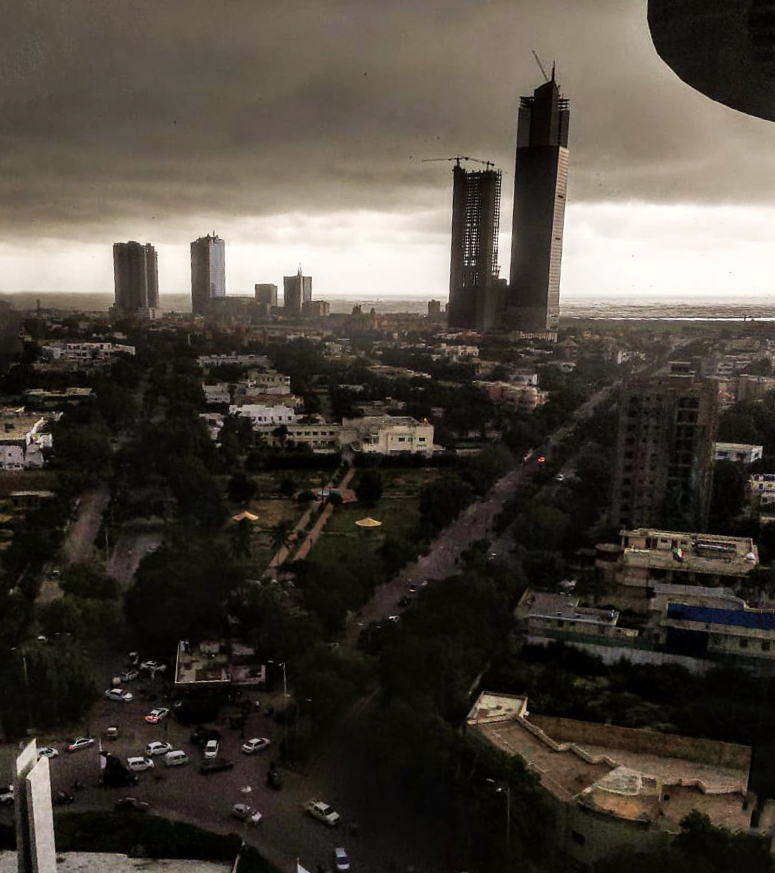
Karachi

| Provincias y territorios de Pakistán |         |                  |                       |              |             |                    |                   |
| N.º                                  | Bandera | Entidad          | Nombre en urdú        | Capital      | Área        | Población          | Idiomas oficiales |
| 1                                    |         | Baluchistán      | بلوچستان              | Quetta       | 347.190 km² | 12.344.408 (2017)  | balochi, urdu     |
| 2                                    |         | Jaiber Pastunjuá | خیبرپختونخوا          | Peshawar     | 74.521 km²  | 35.525.047 (2017)  | pashto, urdu      |
| 3                                    |         | Punyab           | پنجاب                 | Lahore       | 205.344 km² | 110.012.442 (2017) | panyabí, urdu     |
| 4                                    |         | Sind             | سندھ                  | Karachi      | 140.914 km² | 47.886.051 (2017)  | sindi, urdu       |
| 5                                    |         | Islamabad        | اسلام آباد دارالحکومت | Islamabad    | 1.165,5 km² | 2.006.572 (2017)   | inglés, urdu      |
| 6                                    |         | Azad Cachemira   | آزاد کشمیر            | Muzaffarabad | 13.297 km²  | 4.045.366 (2017)   | urdu              |
| 7                                    |         | Gilgit-Baltistán | گلگت بلتستان          | Gilgit       | 72.496 km²  | 2.441.523 (2017)   | inglés, urdu      |

## Geografía
Pakistán se ubica en el sur del continente asiático —en las regiones de Oriente Medio y el subcontinente indio— y linda al oeste con Afganistán, al noreste con China, al este con la India, al suroeste con Irán y al sur con el océano Índico. Su principal río es el Indo, que fluye por el Punyab hasta desembocar en el mar Arábigo. Hacia el norte y el occidente del territorio se ubica una región montañosa, la cual alberga algunas de las cumbres más altas del mundo. El sureste pakistaní, especialmente la frontera con la India, es una región desértica. El punto más alto del país es la montaña del K2 (monte Godwin-Austen), con 8.645 m de altitud.
El Índice de Riesgo Climático Global 2020 sitúa a Pakistán como el quinto país más afectado por el cambio climático entre 1999 y 2018, con un aumento de las olas de calor extremas y las inundaciones. El país se ve directamente afectado por el deshielo de los glaciares del Himalaya, que provoca una grave escasez de agua en algunas partes del país, así como por la deforestación. Entre 2000 y 2010, Pakistán perdió una media de 43.000 hectáreas de bosque cada año.

Mapa del relieve de Pakistán
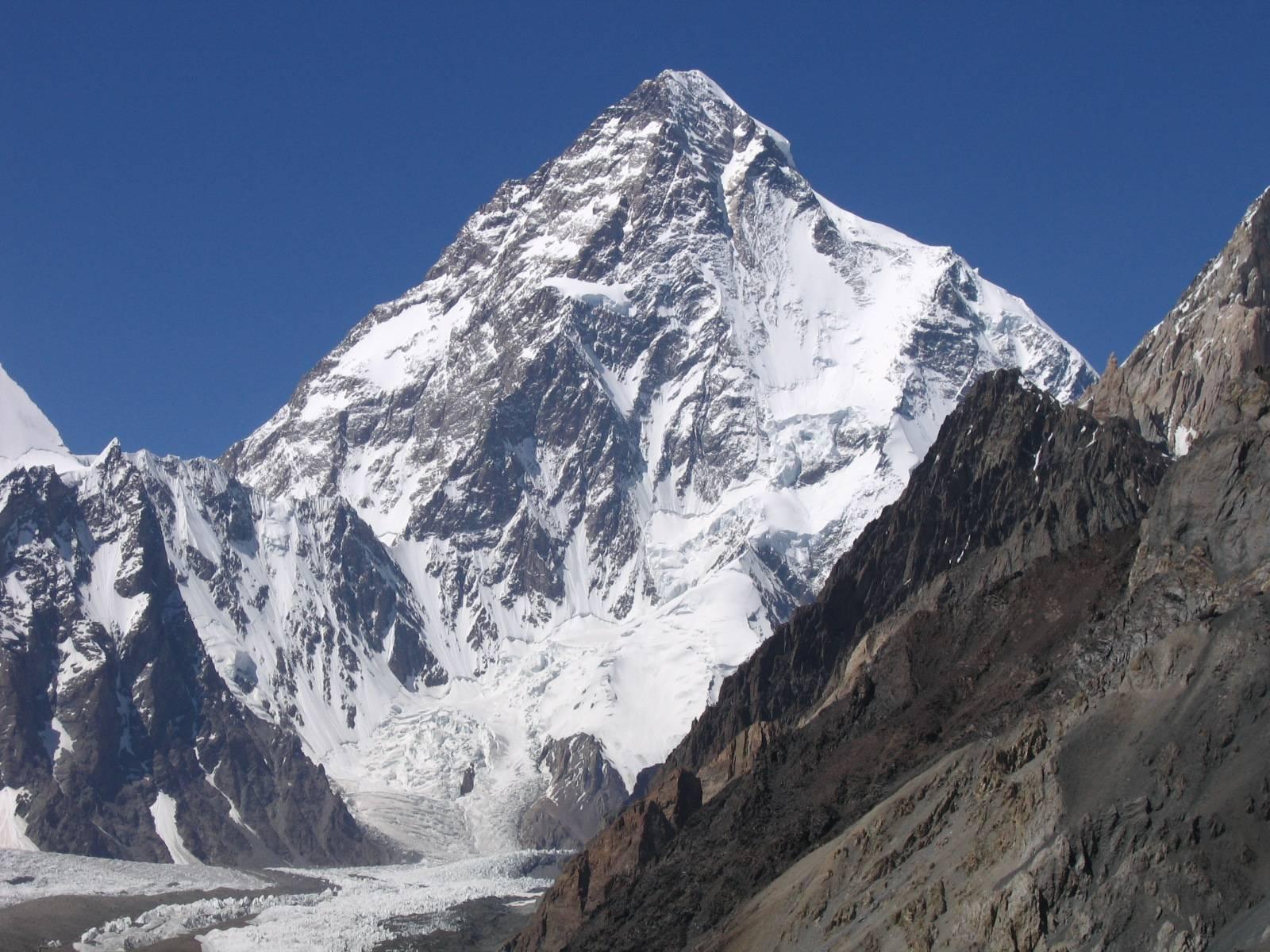
El K2, en la cordillera del Karakórum, en la provincia pakistaní de Gilgit-Baltistán, es la segunda montaña más alta del mundo.
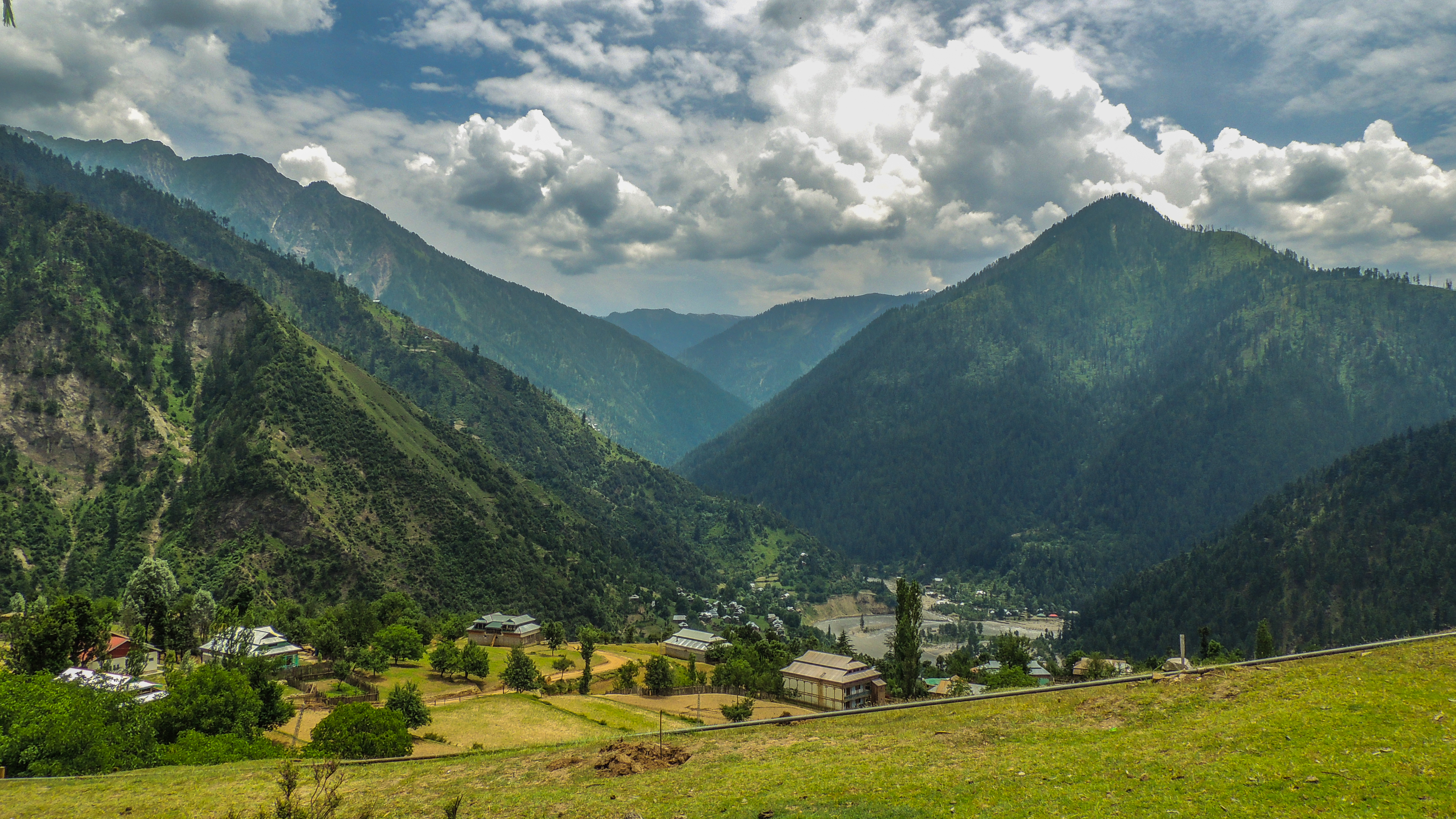
El valle de Neelam, en Azad Cachemira.
El valle de Hunza.
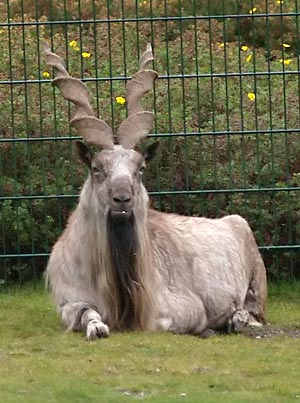
El marjor, el animal nacional de Pakistán.

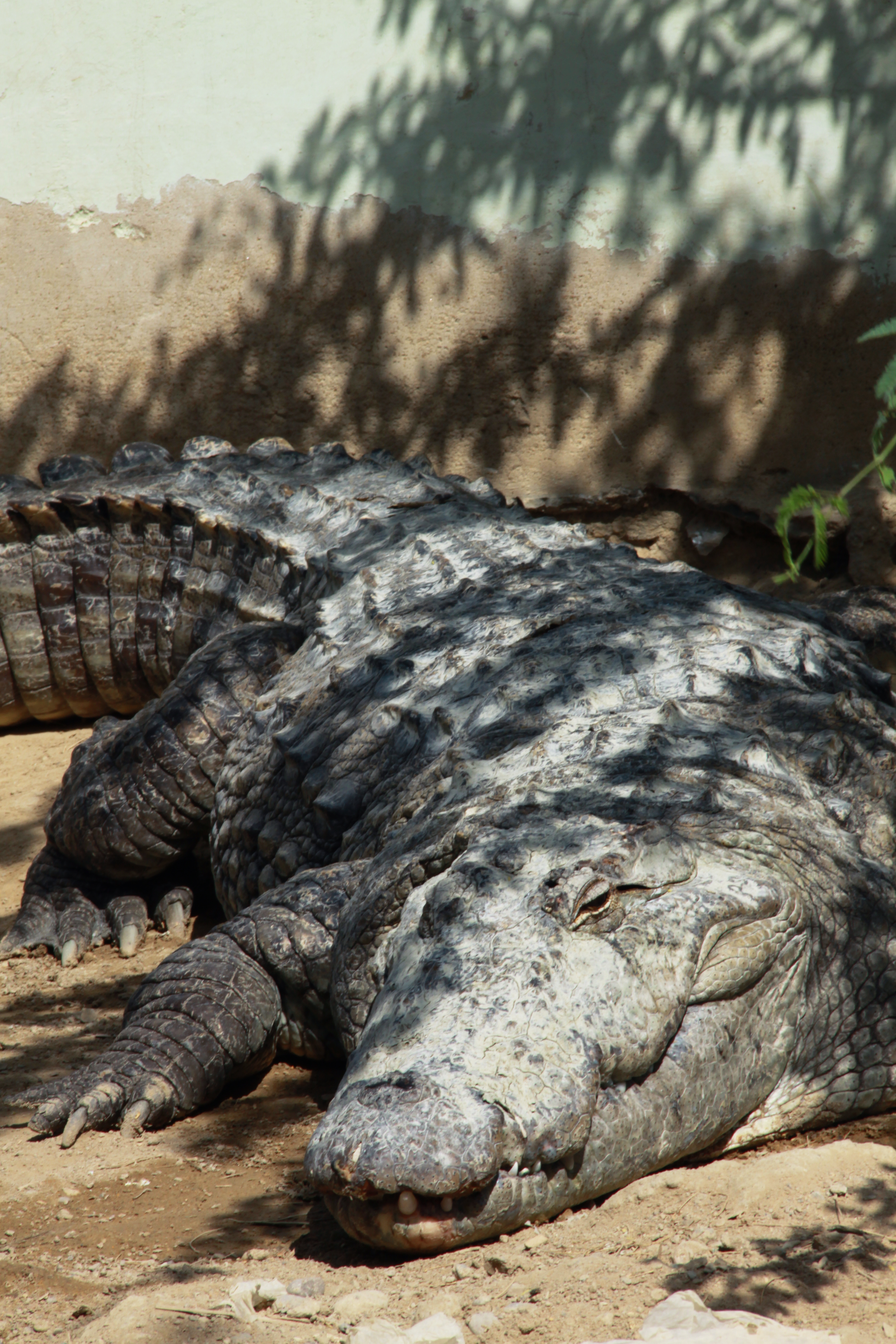
Cocodrilo cerca del santuario de Manghopir

### Flora y fauna
La diversidad del paisaje y el clima de Pakistán permite que florezca una gran variedad de árboles y plantas. Los bosques abarcan desde coníferas alpinas y subalpinas como la pícea, el pino y el cedro de deodar en las montañas del extremo septentrional hasta árboles de hoja caduca en la mayor parte del país (por ejemplo, el shisham, parecido a la morera, que se encuentra en las montañas Sulaiman), pasando por palmeras como el coco y el dátil en el sur del Punyab, el sur de Baluchistán y todo Sind. Las colinas occidentales albergan enebros, tamariscos, gramíneas y matorrales. Los manglares forman gran parte de los humedales costeros del sur.
El markhor es el animal nacional de Pakistán.
Los bosques de coníferas se encuentran a altitudes comprendidas entre los 1000 y los 4000 metros en la mayor parte de las tierras altas del norte y el noroeste. En las regiones xéricas de Baluchistán son comunes la palmera datilera y la Ephedra. En la mayor parte de Punyab y Sind, las llanuras del Indo albergan bosques latifoliados tropicales y subtropicales secos y húmedos, así como matorrales tropicales y xéricos. En 2010, aproximadamente el 2,2% o 1.687.000 hectáreas (16.870 km2) de Pakistán estaba cubierto de bosques.
La fauna de Pakistán también refleja la variedad climática del país. Hay unas 668 especies de aves, entre ellas cuervos, gorriones, mynas, halcones, halcones y águilas. Palas, en Kohistan, cuenta con una importante población de tragopanes occidentales. Muchas aves avistadas en Pakistán son migratorias y proceden de Europa, Asia Central e India.
Las llanuras meridionales albergan mangostas, pequeñas civetas indias, liebres, el chacal asiático, el pangolín indio, el gato de la selva y el gato del desierto. Hay cocodrilos en el Indo y jabalíes, ciervos, puercoespines y pequeños roedores en los alrededores. Los matorrales arenosos del centro de Pakistán albergan chacales asiáticos, hienas rayadas, gatos monteses y leopardos. La falta de cubierta vegetal, el clima riguroso y el impacto del pastoreo en los desiertos han dejado a los animales salvajes en una situación precaria. El chinkara es el único animal que aún puede encontrarse en cantidades significativas en Cholistán. 

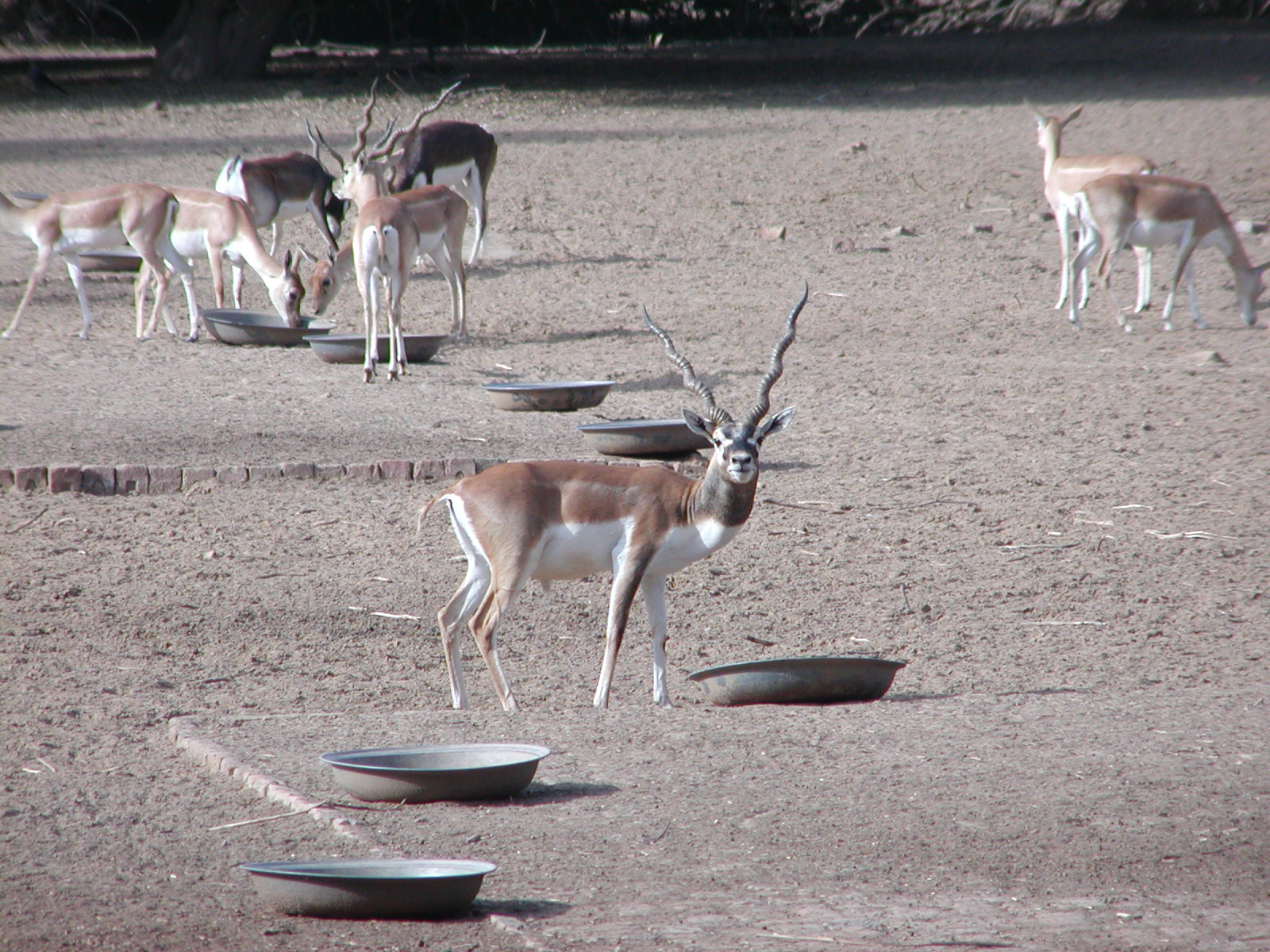
Antílopes en el parque nacional Lal Suhanra

Hay un pequeño número de nilgai a lo largo de la frontera entre Pakistán e India y en algunas partes de Cholistán. En el norte montañoso vive una gran variedad de animales, como la oveja Marco Polo, el urial (una subespecie de oveja salvaje), la cabra markhor, la cabra íbice, el oso negro asiático y el oso pardo del Himalaya. Entre los animales raros de la zona se encuentran el leopardo de las nieves y el delfín ciego del río Indo, del que se cree que quedan unos 1.100 ejemplares, protegidos en la Reserva del Delfín del Río Indo, en Sind. En total, se han registrado en Pakistán 174 mamíferos, 177 reptiles, 22 anfibios, 198 especies de peces de agua dulce y 5.000 especies de invertebrados (incluidos insectos).
La flora y la fauna de Pakistán sufren varios problemas. Pakistán tiene la segunda tasa de deforestación más alta del mundo, lo que, junto con la caza y la contaminación, ha tenido efectos adversos en el ecosistema. En 2019, su puntuación media en el Índice de Integridad del Paisaje Forestal fue de 7,42/10, lo que le sitúa en el puesto 41 de 172 países. Para hacer frente a estos problemas, el Gobierno ha creado un gran número de zonas protegidas, santuarios de vida silvestre y reservas de caza.

### Clima
Pakistán tiene un clima continental subtropical predominantemente árido, con considerables diferencias locales y estacionales.

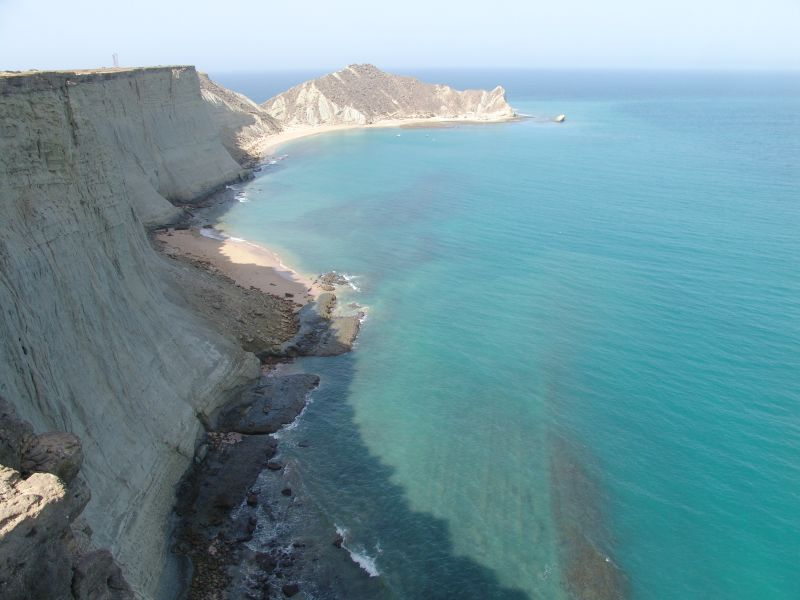
La desértica Isla Astola en Pakistán con 6,7 km² es 3 veces más grande que todo Mónaco

En las tierras bajas, la temperatura media en enero, el mes más frío, varía entre 12 °C en el norte y 17 °C en el sur; sólo en la costa la media mensual ronda los 20 °C incluso en invierno. En los meses de verano, de mayo a septiembre, hace un calor insoportable en todo el país, salvo en las zonas más altas. Las temperaturas medias suelen superar entonces los 30 °C. En las zonas del interior, las temperaturas pueden incluso subir. Ocasionalmente, pueden alcanzarse máximas de hasta 50 °C en el interior. La distribución de las precipitaciones es muy desigual; por lo general, disminuyen de norte a sur. Sólo las estribaciones del Himalaya, en el extremo septentrional del Punyab, reciben abundantes precipitaciones, y algunas zonas superan los 1000 mm anuales. Lahore sólo recibe unos 500 mm, y el sur del Punyab y Sind menos de 200 mm. Las precipitaciones se producen casi exclusivamente durante el corto monzón del suroeste, en julio y agosto; el resto del año es seco.
En Baluchistán también prevalece la sequía extrema. En las tierras altas occidentales, las precipitaciones anuales no alcanzan los 100 mm. En invierno, a menudo se producen heladas nocturnas, y las temperaturas medias de enero sólo rondan los 10 °C. En verano, sin embargo, las temperaturas son similares a las de las llanuras del Indo. Sólo a mayor altitud es más fresco, y en las montañas periféricas entre la meseta de Baluchistán y las llanuras del Indo también es algo más húmedo, con 200 a 300 mm de lluvia al año. Baluchistán recibe la mayor parte de sus escasas precipitaciones en invierno. El monzón de verano aporta lluvias mínimas al este de Baluchistán y ninguna en absoluto al oeste de la región.
Los valles altos del extremo septentrional de Pakistán tienen un clima muy diferente al de otras partes del país. Las temperaturas bajo cero no son infrecuentes en invierno, incluso durante el día. Aunque los veranos son cálidos, no existe el calor extremo de las tierras bajas. Las precipitaciones anuales son máximas en el Himalaya, superando a veces los 1.500 mm, y disminuyen hacia el norte y el oeste.

## Economía

Evolución histórica del PIB real per cápita en Pakistán, Bangladés e India desde 1950

Pakistán es un país en vías de desarrollo que ha tenido que enfrentar numerosos problemas políticos y económicos. Aunque era un país muy pobre en 1947, su tasa de crecimiento ha sido superior a la media mundial en las cuatro décadas posteriores, pero políticas imprudentes condujeron a una recesión a finales de los años noventa. Recientemente, las amplias reformas económicas han generado una economía más segura vista desde inversores extranjeros y ha acelerado el crecimiento sobre todo en el sector secundario y el sector terciario. Ha habido grandes mejoras en su mercado de valores y una mejora y fortalecimiento de su moneda.

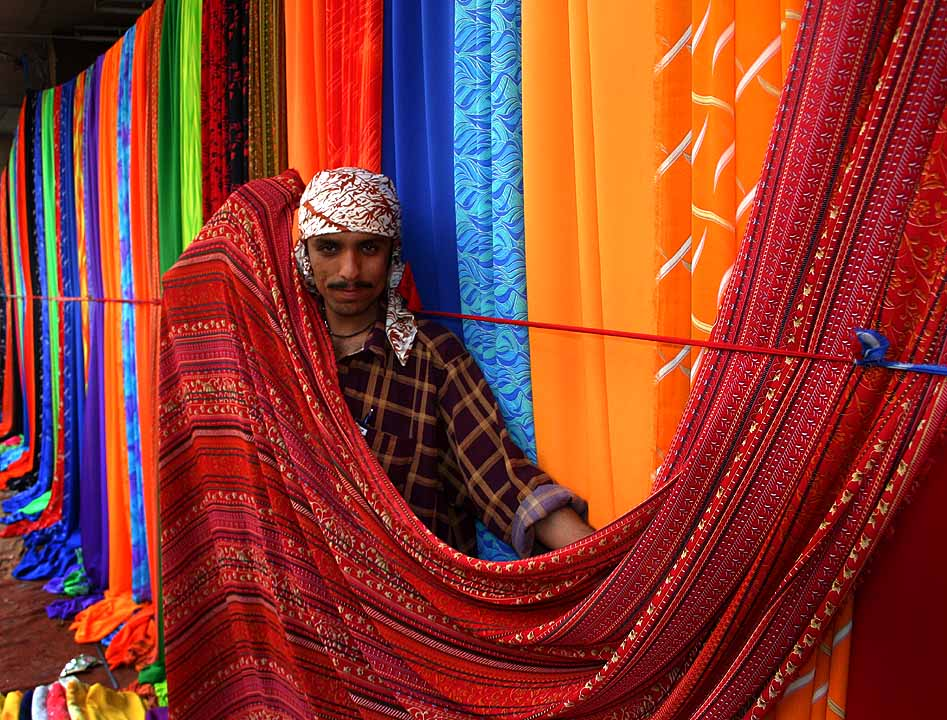
El mercado textil de los domingos en Karachi. Pakistán es el cuarto productor mundial de algodón.

La estimación de 2005 de la deuda externa fue cercana a 40 mil millones de dólares estadounidenses. Sin embargo, esta ha disminuido en los últimos años con la ayuda del Fondo Monetario Internacional y el alivio significativo de la deuda de los Estados Unidos. El producto interno bruto de Pakistán, medido por paridad de poder adquisitivo, se estima en 475 400 millones de dólares estadounidenses, mientras que su renta per cápita es de 2.942 dólares. La tasa de pobreza en Pakistán se estima que está entre el 23 y el 29 %.
El crecimiento del PIB se mantuvo estable durante mediados de la década de 2000 a una tasa del 7 %, sin embargo, se redujo durante la crisis económica de 2008 a 4,7 %. La tasa de inflación general de 24,4 % y una baja tasa de ahorro, y otros factores económicos siguen haciendo de ella difícil mantener una alta tasa de crecimiento. El PIB de Pakistán es de 286 mil millones de dólares estadounidenses,[cita requerida] lo que lo hace la 46° economía más grande del mundo, o 23° más por el poder adquisitivo de los tipos de cambio ajustado. Hoy en día, Pakistán es considerada la tercera economía más grande del sur de Asia.
La estructura de la economía pakistaní ha cambiado a partir de una base esencialmente agrícola a una base de servicio fuerte. Agricultura ahora solo cuenta con aproximadamente el 22 % del PIB, mientras que el sector de servicios representa el 54 % del PIB.[cita requerida] Importantes inversiones extranjeras se han hecho en varias áreas, incluyendo las telecomunicaciones, bienes raíces y la energía. Otras industrias importantes son la ropa y los textiles (que representan casi el 60 % de las exportaciones), procesamiento de alimentos, fabricación de productos químicos, y la de hierro e industrias del acero. Las exportaciones de Pakistán en 2008 ascendieron a 20 620 millones de dólares estadounidenses.[cita requerida] Pakistán es un país en rápido desarrollo.
La Industria textil representa el 70 % de las exportaciones de Pakistán, pero las condiciones de trabajo de los trabajadores son deplorables. Los pequeños talleres de manufactura generalmente no firman contratos de trabajo, no respetan el salario mínimo y a veces emplean a niños. Las violaciones de la legislación laboral también se producen entre los principales subcontratistas de marcas internacionales, donde los trabajadores pueden ser golpeados, insultados por sus superiores o pagados por debajo del salario mínimo. Las fábricas no cumplen con las normas de seguridad, lo que conduce a accidentes: en 2012, 255 trabajadores murieron en un incendio en una fábrica de Karachi. Con 547 inspectores de trabajo en Pakistán supervisando las 300.000 fábricas del país, la industria textil está fuera de control. Los trabajadores tampoco están protegidos por los sindicatos, que están prohibidos en las zonas industriales de exportación. En otros lugares, «los trabajadores que participan en la creación de sindicatos son víctimas de violencia, intimidación, amenazas o despidos».
Las trabajadoras del hogar a menudo son objeto de violencia física y sexual por parte de sus empleadores, pero tienen pocos recursos legales contra sus empleadores debido a una legislación inadecuada.

### Minería

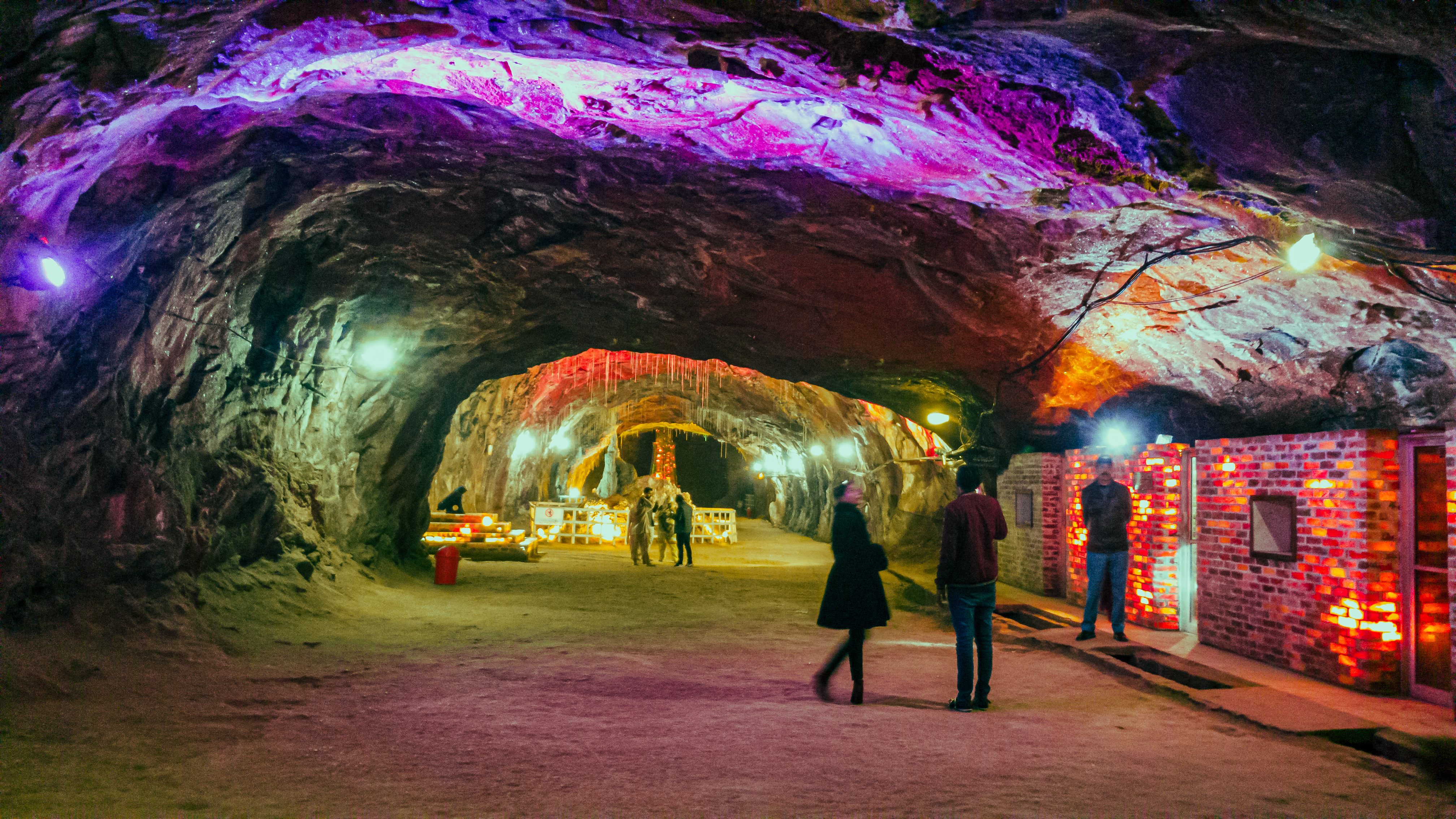
Minas de sal de Khewra

Pakistán posee un gran número de recursos minerales. Sin embargo, los yacimientos son a menudo insignificantes o poco accesibles. El sector minero aportó 163.000 millones de rupias (2,7 %) al producto interior bruto en 2004/05, con una media de 86.700 empleados (0,1 %) en 2.201 minas explotadas oficialmente. Económicamente significativa fue sobre todo la explotación de yacimientos de las materias primas energéticas gas natural, petróleo crudo y hulla. El altísimo valor añadido por empleado se debía únicamente al gas y al petróleo, pero también era unas dos veces y media superior a la media de la economía paquistaní en el resto del sector. Las reservas de gas natural cubrían el 48 % de la demanda nacional en 2015, mientras que las reservas de petróleo de Pakistán equivalían al 25 % de la demanda nacional en el mismo año. Los recursos energéticos extraídos eran también la principal fuente de energía de Pakistán.
Incluso las materias primas energéticas extraídas están lejos de poder satisfacer la demanda nacional. Las materias primas metálicas también tienen que importarse, a pesar de la existencia de algunos yacimientos. Esto es especialmente cierto en el caso del mineral de hierro. Las excepciones son el mineral de cromo y, más recientemente, el de cobre. En Saindak, Baluchistán, cerca de la frontera iraní, se explotó en 1995 un gran yacimiento de cobre, que también contiene pequeñas cantidades de oro y plata, pero la producción tuvo que interrumpirse a los pocos meses por falta de recursos financieros. Hasta 2003 no se pudo reanudar la producción con la ayuda de inversiones del China Metallurgical Group. Ya en 2006, la inadecuada contratación y la falta de supervisión amenazaron con provocar el agotamiento completo del yacimiento al final del plazo de diez años de arrendamiento de los derechos mineros, en lugar de sólo la mitad, como esperaba la parte paquistaní. La Corporación de Desarrollo Minero de Pakistán, de propiedad estatal, está llevando a cabo varios proyectos de exploración y desarrollo, pero en general no dispone de capital suficiente para llevar a cabo el desarrollo o la explotación a gran escala sin empresas conjuntas con socios extranjeros.
Las minas existentes se explotan a menudo con medios sencillos y un elevado aporte de personal en comparación con las normas internacionales. Las condiciones de trabajo son malas, sobre todo en las pequeñas minas privadas. En 1998, la Organización Internacional del Trabajo registró entre 45 y 90 accidentes laborales mortales al año en las pequeñas minas de Pakistán. Las lesiones y enfermedades profesionales como la silicosis son mucho más frecuentes. La explotación ilegal de las minas (entre el 5% y el 20% en 1998), así como el empleo precario e ilegal incluso en minas legales, agravan los problemas.

### Turismo

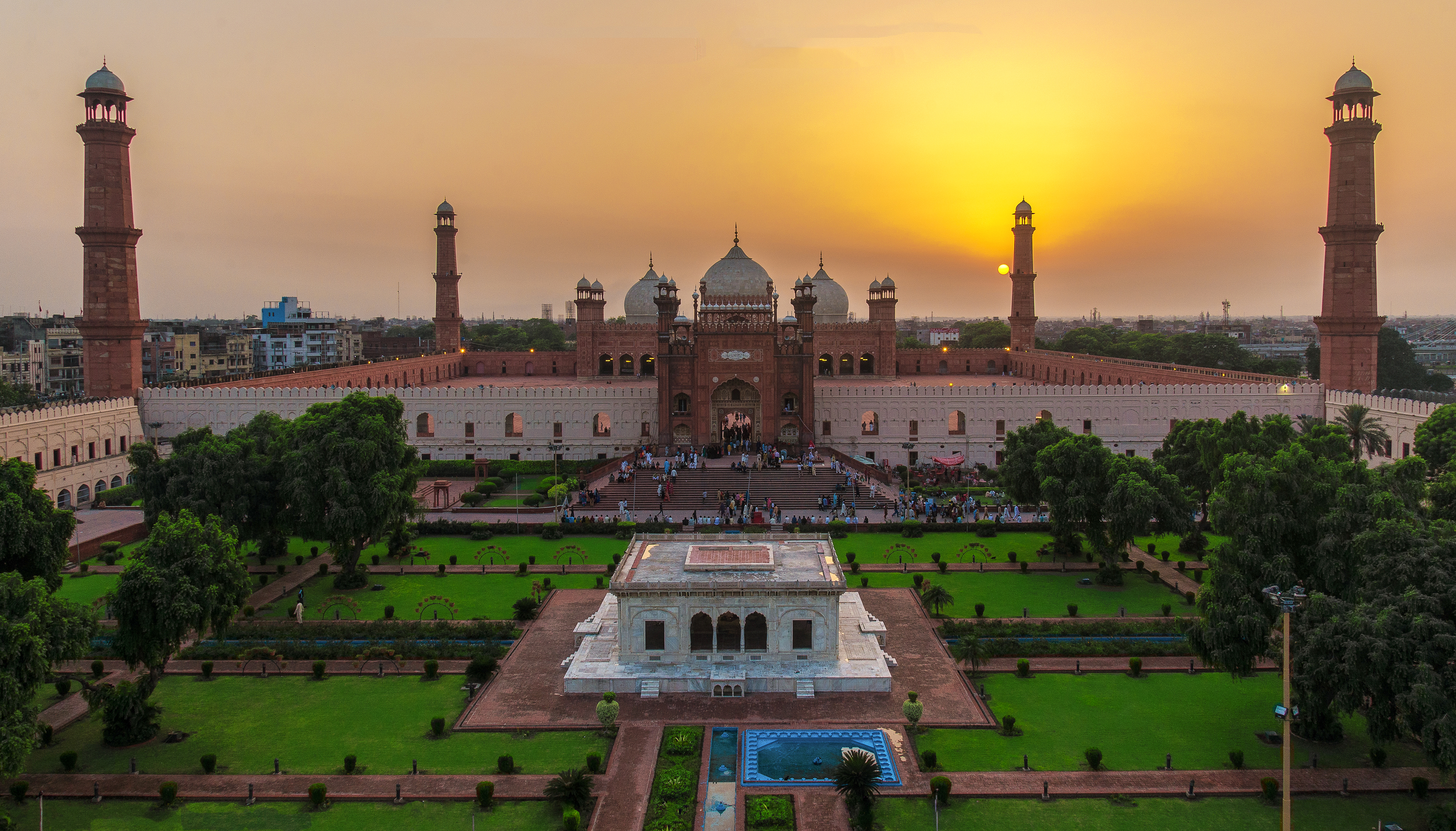
La mezquita Badshahi fue construida en 1673 en Lahore.

Al escribir para la compañía Lonely Planet, los autores de la guía de viajes de 2008 Pakistán y la Carretera del Karakórum se refirieron a Pakistán como la «próxima gran movida» de la industria del turismo debido a sus grandiosas y diversas características. Los autores explican más adelante que los «titulares de los medios internacionales» impiden que la nación obtenga una fuerza considerable en el turismo global. Pakistán, con sus diversas culturas, pueblos y paisajes, atrajo a un millón de turistas en 2012. La industria turística de Pakistán tuvo su auge en la década de 1970 cuando el país recibió muchísimos turistas extranjeros, gracias al Hippie trail. Los principales destinos para estos turistas fueron el Paso Khyber, Peshawar, Karachi, Lahore, Swat y Rawalpindi.
Las atracciones del país van desde las ruinas de antiguas civilizaciones como Mohenjo-Daro, Harappa y Taxila, hasta las estaciones en los Himalayas, las cuales atraen a los interesados en deportes de invierno. Pakistán posee varios picos por encima de 7000 metros, lo cual atrae a aventureros y montañistas de todo el mundo, especialmente el K2. En el norte de Pakistán hay muchas fortalezas viejas, obras arquitectónicas antiguas y los valles de Hunza y Chitral, hogar de la pequeña comunidad preislámica y animista de los Kalasha, reputados como descendientes de Alejandro Magno. El romance de la histórica provincia de Jaiber Pastunjuá es eterno y legendario, en la provincia de Panyab está el lugar donde Alejandro libró la batalla del río Jhelum y la histórica ciudad de Lahore, capital cultural de Pakistán, cuenta con muchos ejemplos de la arquitectura Mogol, tales como la mezquita Badshahi, los jardines de Shalimar, la tumba de Jahangir y el Fuerte de Lahore. Antes de la crisis económica global, Pakistán recibía más de 500.000 turistas al año. Sin embargo, este número ha caído cerca del cero desde 2008 debido a la inestabilidad en el país y muchos estados han declarado a Pakistán como un lugar inseguro y peligroso para los visitantes.

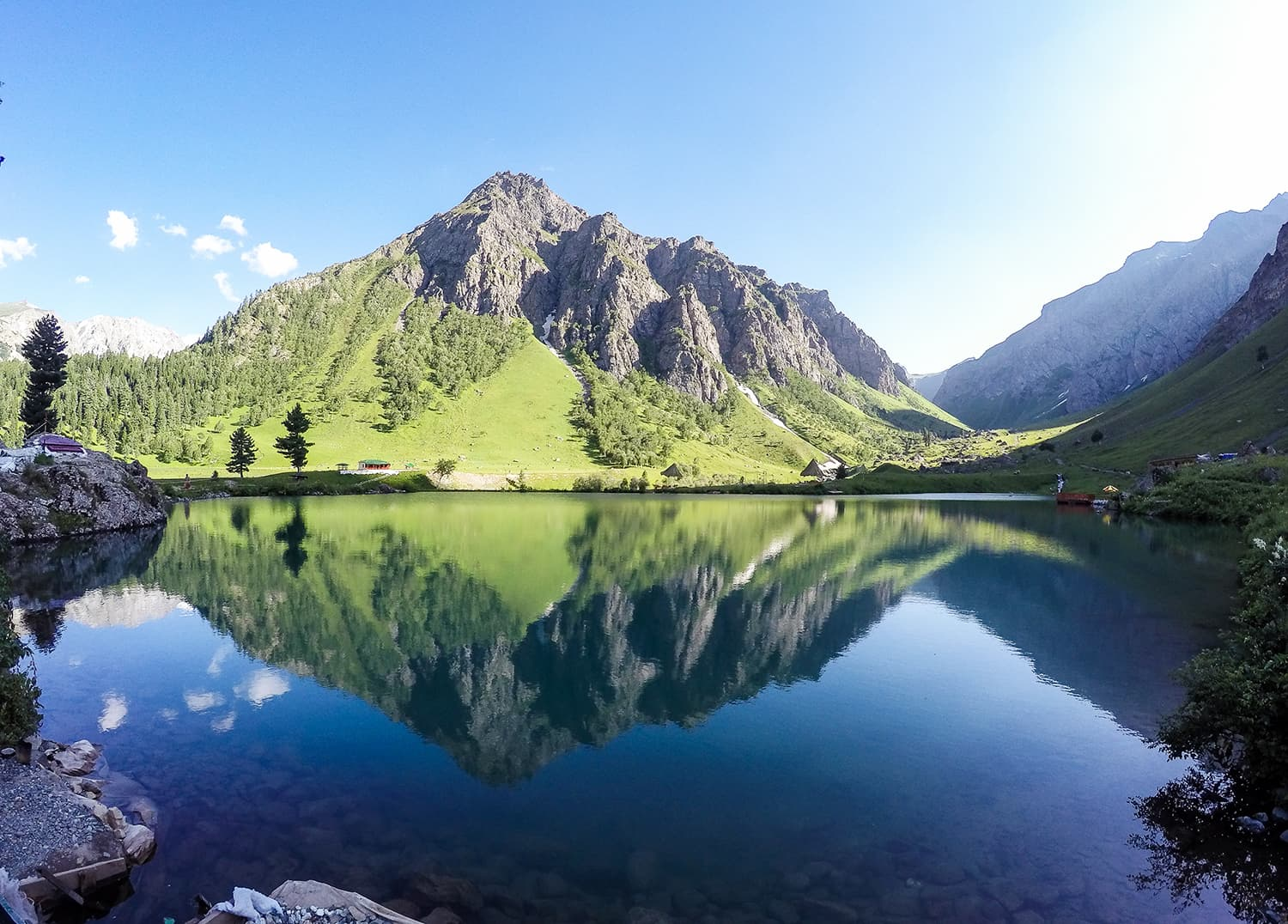
Lago Dhanak en Pakistán

En octubre de 2006, solo un año después del terremoto de Cachemira de 2005, The Guardian publicó lo descrito como «el top cinco de los sitios turísticos de Pakistán» para cooperar con la industria de turismo pakistaní. Los cinco sitios incluían Taxila, Lahore, la carretera del Karakórum, Karimabad y el lago Saiful Muluk. Para promover el variado y excepcional patrimonio cultural de Pakistán, el primer ministro lanzó la campaña de mercadeo Visit Pakistan en 2007. Esta campaña supuso numerosos actos durante el año entre los que se incluían ferias y festivales religiosos, competiciones deportivas regionales, varios espectáculos de artistas y artesanos, festivales folclóricos y la apertura de varios museos de historia. En 2009, el reporte del Foro Económico Mundial de Viajes y Competitividad Turística catalogó a Pakistán dentro del top 25 de los destinos turísticos por sus lugares de patrimonio mundial. Desde manglares en el sur hasta las ciudades de la civilización del valle del Indo con más de 5000 años de antigüedad, incluyendo Mohenjo-Daro y Harappa.
Sin embargo, el turismo sigue siendo limitada debido a la falta de infraestructura adecuada y el deterioro de la seguridad en el país. La militancia en los últimos lugares pintorescos de Pakistán, incluyendo Swat y NWFP, ha asestado un duro golpe a la industria del turismo. Gran parte del problema también es culpa de la frágil red de viaje, el marco regulador del turismo, bajo nivel de prioridad de la industria turística por el gobierno, la poca eficacia de la comercialización y la percepción del turismo restringido.
A partir de abril a septiembre, los turistas nacionales e internacionales visitar estas zonas el turismo ayuda a convertirse en una fuente de ingresos para la población local. La mayoría de los turistas proceden de otros países asiáticos. En Baluchistán hay muchas cuevas para espeleólogos y turistas que la visitan, la cueva del eje de Juniper, la cueva de Murghagull Gharra, la cueva del AEA Mughall y, naturalmente, decoradas de la cueva. Pakistán es un país miembro de la Unión Internacional de Espeleología (UIS).

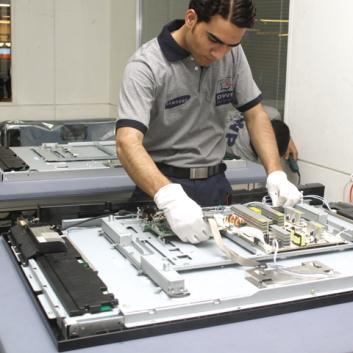
Fábrica de montaje de televisores en Lahore.

### Industria
La industria es el segundo sector de la economía, con el 19,74 % del producto interior bruto (PIB) y el 24 % del empleo total. La industria manufacturera a gran escala, que representa el 12,2 % del PIB, domina el conjunto del sector, con el 66 % de la cuota sectorial, seguida de la industria manufacturera a pequeña escala, que representa el 4,9 % del PIB total. La industria cementera de Pakistán también está creciendo rápidamente, principalmente debido a la demanda de Afganistán y del sector inmobiliario nacional. En 2013, Pakistán exportó 7.708.557 toneladas métricas de cemento. Pakistán tiene una capacidad instalada de 44.768.250 toneladas métricas de cemento y 42.636.428 toneladas métricas de clinker. En 2012 y 2013, la industria del cemento en Pakistán se convirtió en el sector más rentable de la economía.
La industria textil ocupa una posición central en el sector manufacturero de Pakistán. En Asia, Pakistán es el octavo exportador de productos textiles, contribuye con un 9,5 % al PIB y da empleo a unos 15 millones de personas (alrededor del 30 % de los 49 millones de la población activa). Pakistán es el cuarto mayor productor de algodón, con la tercera mayor capacidad de hilado de Asia después de China e India, y contribuye con un 5 % a la capacidad mundial de hilado. China es el segundo mayor comprador de productos textiles pakistaníes, con una importación de 1.527 millones de dólares en productos textiles en el último ejercicio fiscal. A diferencia de EE. UU., donde se importan sobre todo textiles con valor añadido, China solo compra a Pakistán hilo y tejido de algodón. En 2012, los productos textiles pakistaníes representaron el 3,3 % o 1.070 millones de dólares de todas las importaciones textiles del Reino Unido, el 12,4 % o 4.610 millones de dólares del total de las importaciones textiles chinas, el 3 % de todas las importaciones textiles estadounidenses (2.980 millones de dólares), el 1,6 % del total de las importaciones textiles alemanas (880 millones de dólares) y el 0,7% del total de las importaciones textiles indias (888 millones de dólares).

## Demografía
Al año 2020, Pakistán es el quinto país más poblado del mundo, con un total del 2,8 % de la población mundial. En el censo del 2017 en los resultados provisorios se estimó un total de aproximadamente 207.8 millones de habitantes. La esperanza de vida es de 63 a 70 años. El 62,13 % de la población está alfabetizada. El promedio de hijos por mujer es de 3,56.

Población de Pakistán, 1950-2019

Pakistán es un país multilingüe, multiétnico y multicultural. La población está dividida en un gran número de grupos étnicos. En 2017, los tres grupos etnolingüísticos más grandes del país eran los panyabíes (representando el 38,8 % de la población total), los pastunes (18,2 %) y los sindis (14,6 %).

Mayores grupos etnolingüísticos de Pakistán en 2017.

El urdu es el idioma nacional y la lengua franca de Pakistán y, aunque comparte estatus oficial con el inglés, es el idioma preferido y dominante utilizado para la intercomunicación entre diferentes grupos étnicos. Los diversos grupos etnolingüísticos de Pakistán hablan numerosos idiomas regionales como primeros idiomas.
Ethnologue enumera 74 idiomas en Pakistán. De estos, 66 son 'indígenas' y 8 'no indígenas'. En términos de su vitalidad, 7 están clasificados como 'institucionales', 17 están 'en desarrollo', 37 son 'vigorosos', 10 están 'en problemas' y 3 están 'muriendo'.

### Educación
La educación en Pakistán se divide en cinco niveles: primaria (grados uno a cinco), media (grados sexto a octavo), secundaria (grados nueve y diez, dan el Certificado de Escuela Secundaria), intermedio (grados once y doce, de donde se sale con Certificado de la Escuela Secundaria Superior), y los programas universitarios que conducen a los grados y títulos avanzados. 
Pakistán tiene un sistema secundario paralelo de educación escolar en escuelas privadas, que se basa en el currículo establecido y administrado por los exámenes internacionales de Cambridge, en lugar de exámenes del Gobierno. Algunos estudiantes deciden tomar el nivel O y los exámenes de nivel A, a través del consulado británico.
En este momento hay 730 instituciones de formación profesional y técnica en el Pakistán. Los requisitos mínimos para entrar en las instituciones de formación profesional masculino, son : terminar el grado 8. Los programas son generalmente de dos a tres años de duración. Las calificaciones mínimas para entrar en las instituciones de formación profesional femenina son terminar el grado 5. 
Todas las instituciones de educación académica son responsabilidad de los Gobiernos Provinciales. El Gobierno Federal sobre todo ayuda en el desarrollo curricular, la acreditación y la parte financiera de la investigación.
El idioma inglés en su nivel medio de la educación se extenderá gradualmente a todas las escuelas del país. A través de varias reformas educativas, en el año 2015, el Ministerio de Educación esperaba llegar al 100 % con los niveles de matrícula entre los niños en edad de escuela primaria, y a una tasa de alfabetización del 86 % entre los niños mayores a 10 años.

### Religión

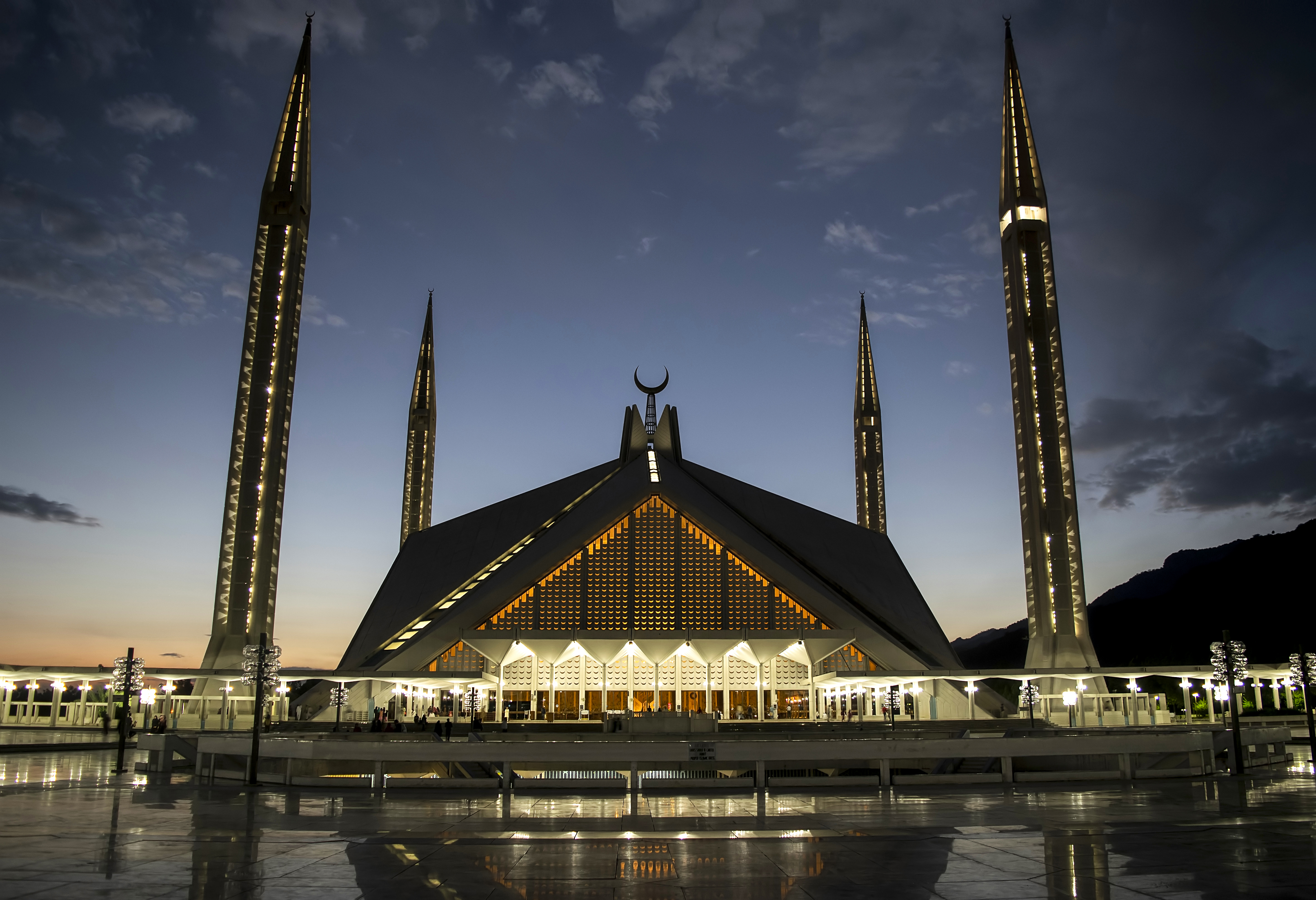
La mezquita Faisal de Islamabad, financiada por Arabia Saudita, tiene capacidad para 74.000 fieles.

Según el censo de 1998, el 96,3 % de los habitantes de Pakistán eran musulmanes. Pertenecen a diversas corrientes cuyas fuerzas apenas se registran estadísticamente, si es que se registran. La mayoría de los pakistaníes (hasta el 80 %) practica tradicionalmente una forma ortodoxa del islam; sobre todo en las zonas de mayoría pastún, ésta es la norma. El islam es la religión del Estado. 
Las minorías religiosas, por ejemplo los hindúes, están fuertemente reprimidas (desde 2016) y no se les permite mostrar su fe en público. Una pequeña concesión en la continua privación de derechos de los hindúes es que en el futuro se les permitirá casarse entre sí gracias a una ley aprobada a principios de 2016, al menos en la provincia de Sind. Los ataques y la persecución religiosa contra cristianos e hindúes no son infrecuentes. En general, el país se caracteriza por una atmósfera de intolerancia religiosa. Sin embargo la libertad de religión está garantizada por la Constitución de Pakistán, que otorga a todos sus ciudadanos el derecho a profesar, practicar y propagar su religión con sujeción a la ley, el orden público y la moralidad.
La mayoría de los musulmanes de Pakistán son suníes. El islam suní en Pakistán no se presenta como una unidad, sino que se divide en varias escuelas de pensamiento. La escuela con más seguidores es probablemente la de los Barelwīs. Representan un islam influido por el sufismo (misticismo islámico) y son estrictos seguidores de la escuela hanafí de derecho. Dominan sobre todo en las zonas rurales de las provincias de Sind y el Punyab y tienen muchos seguidores en las grandes ciudades de Lahore, Multan y Raualpindi. 
Los deobandis también son hanafíes, pero a diferencia de los barelwis, rechazan la veneración de tumbas y santos. Defienden una interpretación estricta del islam y luchan por volver a sus «raíces». Los deobandis están ampliamente representados en Karachi y entre los pastunes de Jaiber Pastunjuá y Baluchistán. La más pequeña de las tres escuelas de pensamiento es la puritana Ahl-i Hadīth, que sigue el modelo de Arabia Saudita y rechaza las cuatro escuelas de derecho suníes, así como el sufismo. Sus centros son Lahore, Sialkot, Gujranwala y Faisalabad.

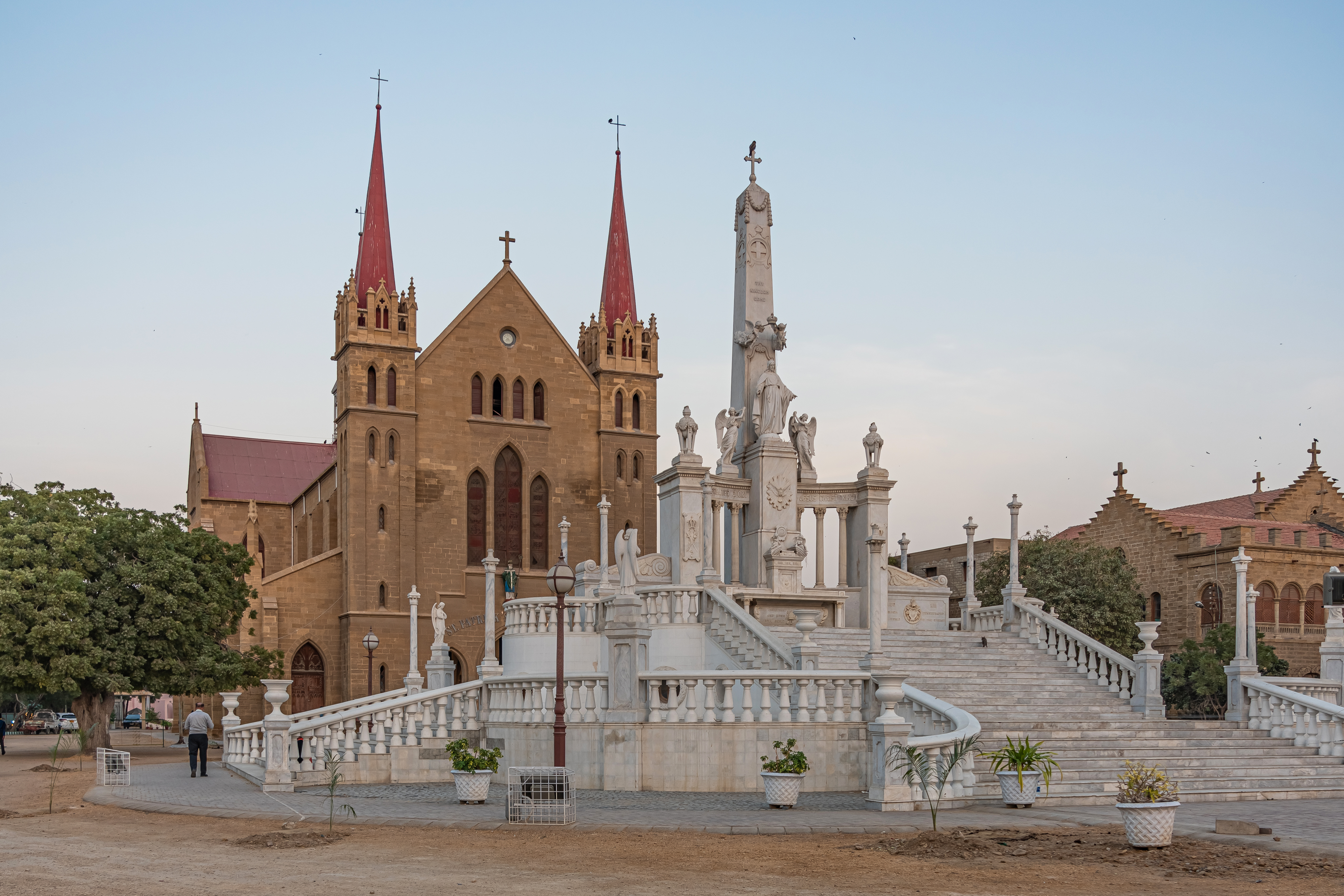
La catedral de San Patricio en Karachi con el monumento a Cristo Rey en frente

No está claro cuál es la proporción de chiíes twelver (imamitas) en la población de Pakistán. Las estimaciones oscilan entre el 10 y el 15 % o entre el 15 y el 20 %. Están ampliamente representados en Karachi, Lahore, Sialkot y Jhang, así como en Gilgit-Baltistán. Además, dos grupos ismailíes están representados en Pakistán: los bohras viven principalmente en Karachi, mientras que los nizaritas también están representados sobre todo en Gilgit-Baltistán (Gilgit y Hunza) y Chitral (Jaiber Pastunjuá). Un grupo especial en el extremo norte son los nurbakhshis. Durante las ceremonias de duelo chiíes en el mes de luto de Muharram, se producen frecuentes enfrentamientos sangrientos en Pakistán, el más reciente en Baluchistán en octubre de 2014.
Los ahmadíes (en el censo pakistaní de 1998, los ahmadíes representaban el 0,22 % de la población) viven principalmente en su centro, Rabwah, y en los alrededores de Sialkot. En 1974 se les privó oficialmente de su condición de musulmanes en Pakistán y son perseguidos. El número real de ahmadíes es probablemente mucho mayor; fuentes independientes calculan que hay entre tres y cinco millones de ahmadíes en Pakistán (entre el 1 y el 3 % de la población) También se intenta declarar no musulmán al grupo de los zikris, muy extendido en Baluchistán.

Durante la partición de 1947, casi todos los hindúes y sijs fueron expulsados del Punyab. En Sind quedó aproximadamente un tercio de los hindúes. Allí, su porcentaje de población es del 7,5%; es aún mayor en el desierto de Thar. Su porcentaje en la población total pakistaní es del 1,8 %, incluidas las castas inferiores, que aparecen por separado en las estadísticas oficiales, por ejemplo en los censos. La proporción de cristianos en Pakistán es algo menor (1,6 %). Viven principalmente en los alrededores de Lahore, en Raualpindi e Islamabad, así como en Karachi. 

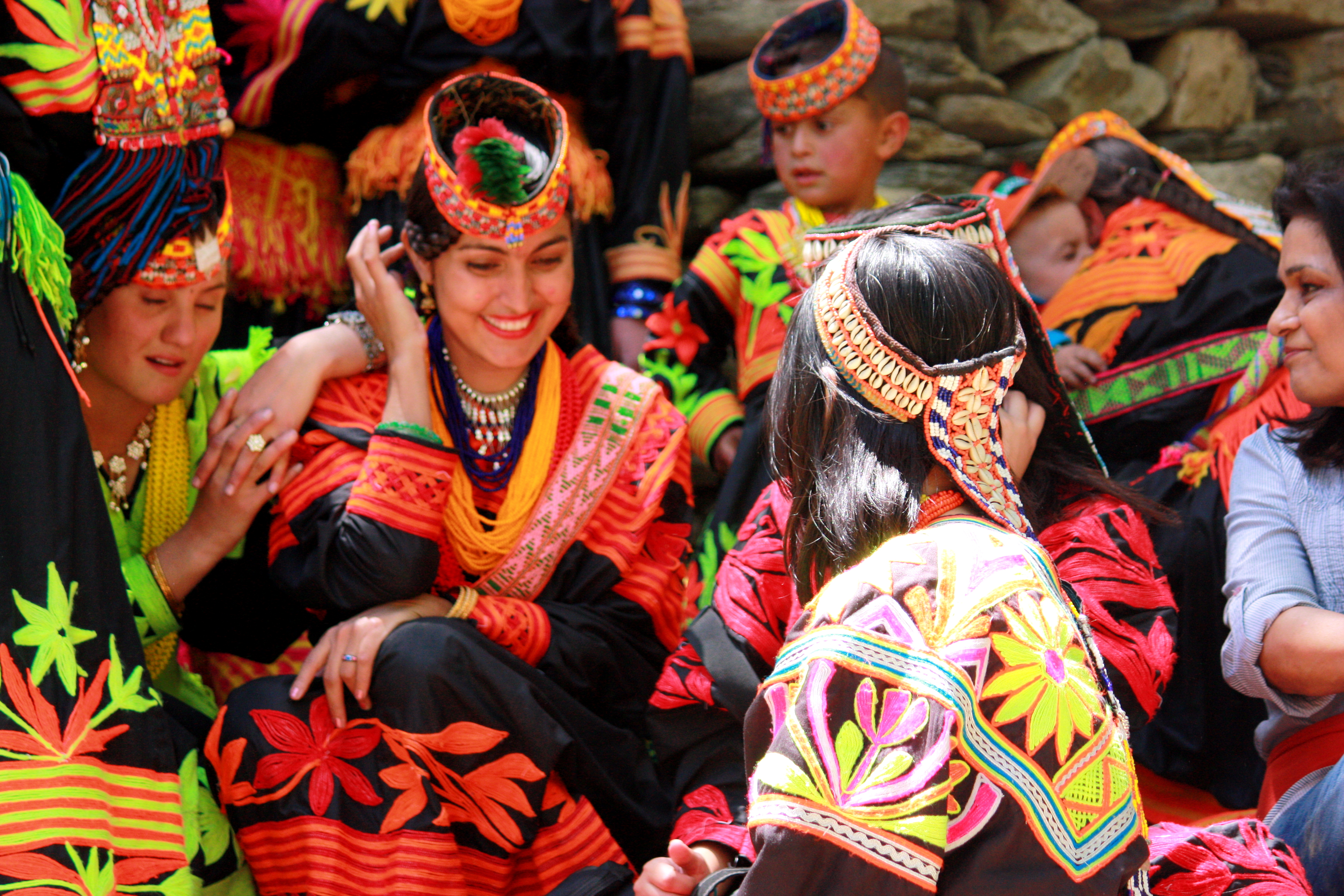
Pueblo Kalasha

La mayoría son descendientes de intocables que se convirtieron al cristianismo durante el periodo colonial británico. Otros, sin embargo, descienden de goanos que a menudo eran sirvientes de los amos coloniales de la época. La Iglesia Católica en Pakistán y la Iglesia de Pakistán, que surgió de varias comunidades protestantes británicas, tienen casi la misma fuerza. Además, hay algunas iglesias, como los Testigos de Jehová, e iglesias fundadas por misiones estadounidenses, como la Iglesia Nueva Apostólica. En Karachi viven también varios miles de seguidores del zoroastrismo, llamados parsis, y en el extremo noroccidental del país, varios miles de kalasha, cuyos dioses se parecen mucho a los antiguos dioses védicos indios.

### Idiomas
En Pakistán se hablan más de 50 lenguas diferentes. El urdu indoario es el idioma nacional establecido constitucionalmente. Incluso antes de la fundación del Estado de Pakistán en 1947, el urdu se consideraba una especie de lengua franca de los musulmanes del subcontinente indio y los representantes de la idea pakistaní lo propagaron deliberadamente como idioma estatal del nuevo Estado, ya que se creía que un Estado sin un idioma nacional uniforme estaba amenazado por el separatismo. Los partidarios del multilingüismo fueron difamados en ocasiones como separatistas y enemigos de Pakistán.  
La política de «sólo urdu» provocó la aparición del movimiento por la lengua bengalí en lo que entonces era Pakistán Oriental y una crisis estatal en los primeros años tras la fundación del Estado. Desde 1956 hasta la secesión de Pakistán Oriental con el nombre de «Bangladés» en 1971, el urdu y el bengalí fueron los idiomas oficiales del Estado; desde entonces sólo se ha vuelto a utilizar el urdu. Además del urdu, el inglés también es lengua oficial y de la enseñanza superior. Mientras que este último es utilizado principalmente por el Gobierno y como idioma de negocios y en la educación, el urdu es la lengua franca de la mayoría de la población. 

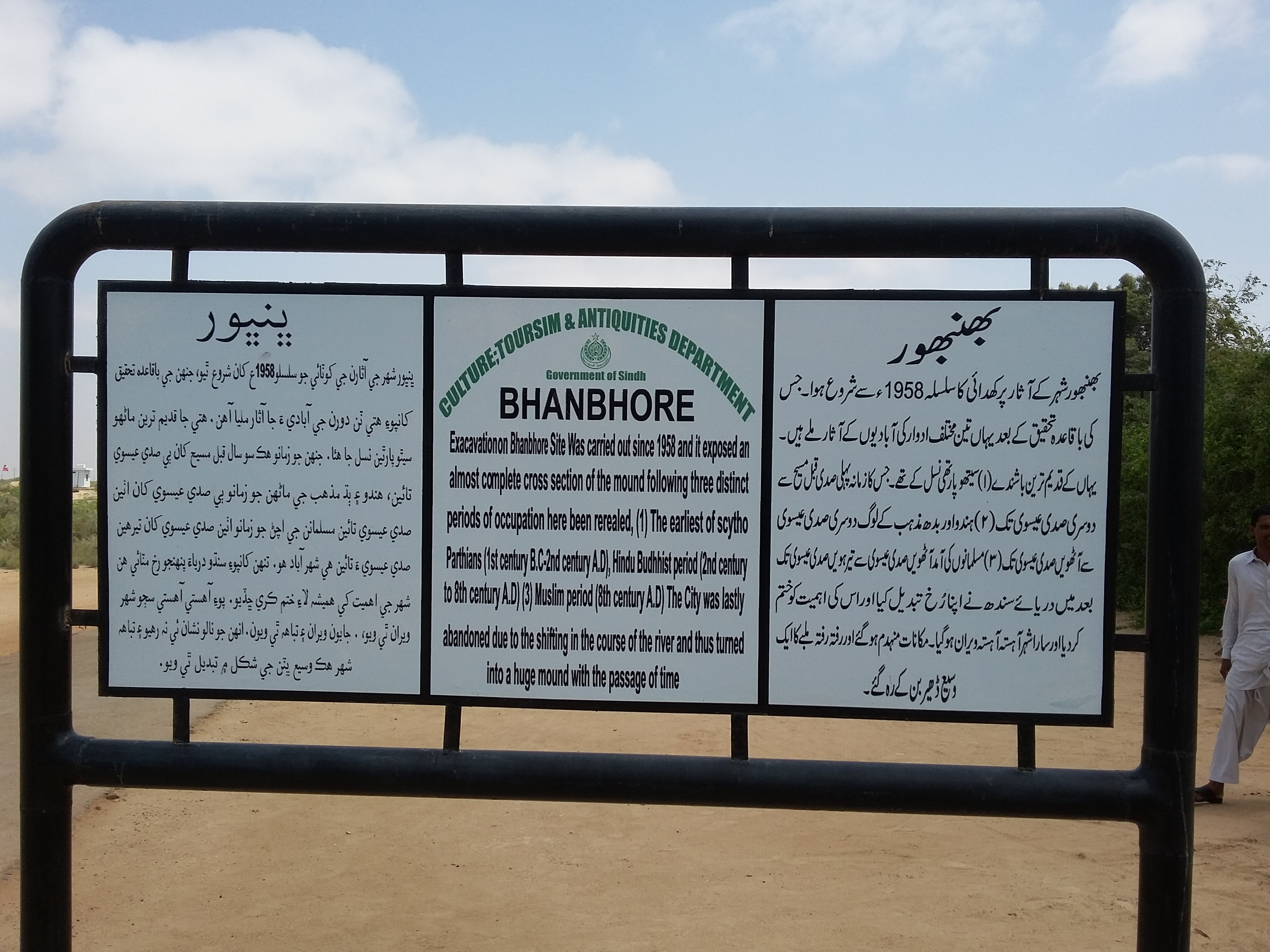
Cartel escrito en 3 idiomas, en el sur de Pakistán

El urdu se diferencia del hindi, muy hablado en el norte de la India, esencialmente sólo en la mayor proporción de préstamos de palabras de origen persa y árabe y en el uso del alfabeto persa escrito en estilo nastaʿlīq. 
Como lengua materna, sin embargo, sólo la hablan entre el siete y el ocho por ciento de los habitantes, los muhajir, descendientes de musulmanes del norte de la India que huyeron a Pakistán cuando la India británica se dividió en 1947. Viven en todo el país, pero a diferencia de todos los demás grupos étnicos, viven casi exclusivamente en las ciudades. En Sind representan el 40 % del total de la población urbana, en el Punyab el 10 %, pero en ambos casos sólo tienen una pequeña parte de la población rural. 
Sin embargo, el número de hablantes nativos de urdu aumenta constantemente debido a la función social de la lengua, sobre todo porque el urdu estándar se utiliza como lengua de instrucción en la gran mayoría de las escuelas (de primaria y secundaria). La promoción selectiva del urdu como idioma nacional suprarregional por parte del gobierno pakistaní choca con la resistencia de muchos hablantes de las lenguas regionales más grandes, que perciben su identidad regional como insuficientemente representada en el Estado multiétnico de Pakistán.
En el censo de 1998 se registraron estadísticamente seis idiomas: punyabí, pastún, sindi, saraiki, baluchi y urdu. Según el censo de 1998, la lengua más hablada con diferencia es el panyabí, que también es indoario (44 %), pero tiene poca importancia como lengua escrita porque, a diferencia de su variante oriental, reconocida como lengua oficial en el estado indio de Punyab, no goza de estatus oficial. En cambio, el sindi, hablado por el 14 % de la población, también puede utilizarse con fines oficiales en la provincia de Sind. 
En la región, sobre todo en la década de 1970, hubo protestas ruidosas, a veces violentas, contra la discriminación de esta lengua frente al urdu (movimiento Sindhudesh). El saraiki (10 % de hablantes) tiene su principal área de distribución en el sur del Punyab, con Multan como centro. Suele considerarse un dialecto panyabí en transición al sindi. 
Del mismo modo, el hindko, otra lengua indoaria, es la lengua materna de una quinta parte de los habitantes de Jaiber Pastunjuá (antigua provincia de la Frontera del Noroeste) y se calcula que cuenta con alrededor de un 2 % de hablantes en todo el país. El pastún (8 %) y el baloch (3 %) figuran entre las lenguas iranias, mientras que el brahui (1 %), hablado en Baluchistán, es una lengua dravídica. En Karachi viven poblaciones originarias de la zona de Bombay que aún hablan gujarati.
En el extremo septentrional de país existe una gran variedad de lenguas, ninguna de las cuales tiene más de un millón de hablantes. Las más importantes son las lenguas dárdicas shina, kohistani y khowar, la indoaria gujari (un dialecto rajastaní) y la sinotibetana balti. En Gilgit-Baltistán, más de 100.000 personas hablan la lengua aislada burushaski.

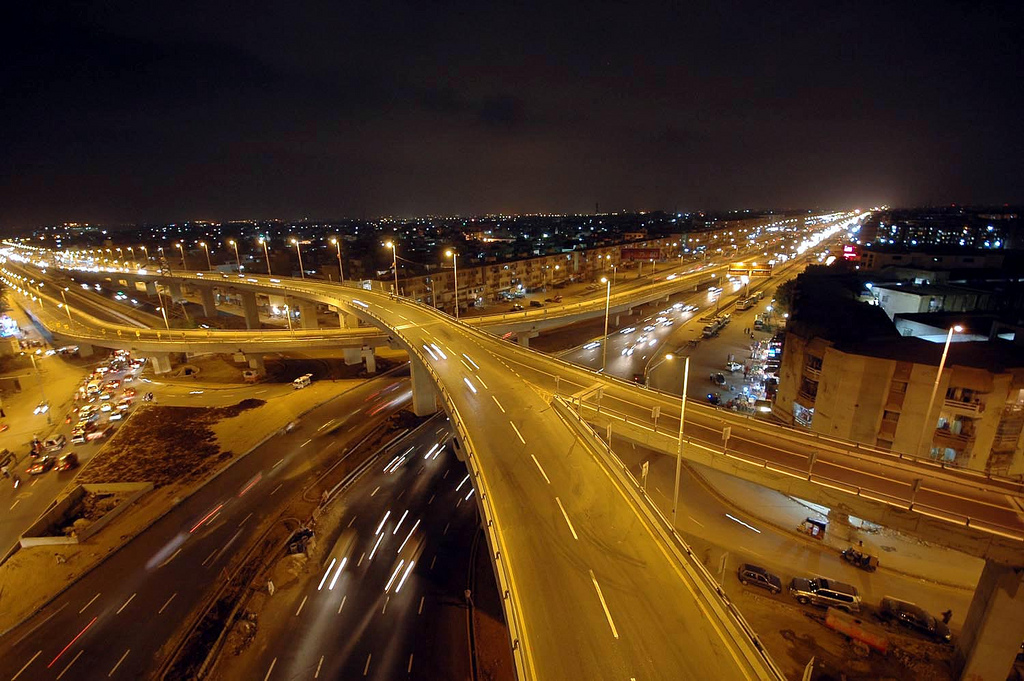
Las autopistas de Pakistán fueron las primeras de todo el sur de Asia.

## Infraestructura

### Transporte
Pakistán es uno de los primeros países de Asia del Sur que dispone de un sistema de autopistas de alto nivel. La primera se construyó en 1997, durante el mandato de Nawaz Sharif, época en la que Pakistán ya contaba con cinco autopistas en funcionamiento y otras tres en proceso de construcción, además de dos en proyecto. La principal autopista, que es la M2 (de 367 km de longitud), de 6 vías, empieza en la capital del país Islamabad y conecta a la ciudad de Lahore; capital de la provincia del Punyab paquistaní.
La M1 (de 154 km), de 6 carriles, lleva desde Islamabad hasta Peshawar. La M3 (de 54 km) de 4 vías transita desde Pindi Bhattian hasta Faisalabad. La M4 (de 233 km) con 4 vías, va desde Faisalabad a Multan y la M5 lleva desde Multan a Dera Ghazi Khan. La M6 recorre el Sur: desde Dera Ghazi Khan a Ratodero. La M7 lleva desde Ratodero a Karachi y la M8 de Ratodero a Gwadar. La M9 se encuentra entre Hyderabad y Karachi. La M10 (57 km) va de Karachi al sistema Northern Bypass (circunvalación que permite acceder al puerto de Karachi). Dos autovías se encuentran en proyecto: Una de Sialkot a Lahore, otra de Islamabad a Murree y Muzaffarabad, capital de la Cachemira Pakistaní.

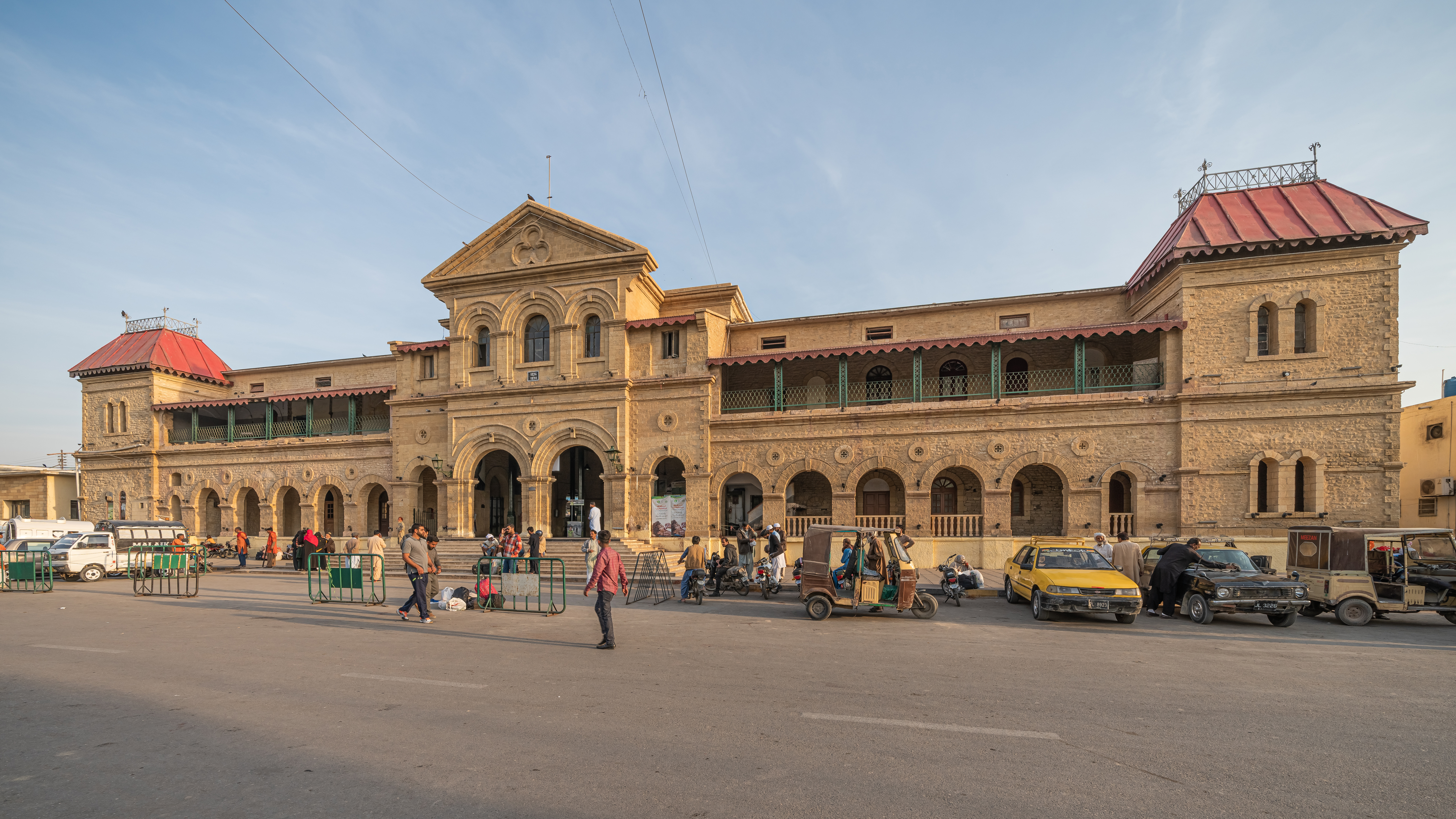
Una estación de Ferrocarril en Karachi

Los Ferrocarriles de Pakistán (The Pakistan Railways), dependientes del Ministerio de Ferrocarriles (MoR), gestionan el sistema ferroviario. Desde 1947 hasta los años 70, el sistema ferroviario fue el principal medio de transporte hasta la construcción de las autopistas nacionales y el auge económico de la industria automovilística. 
A partir de los años 90 se produjo un marcado desplazamiento del tráfico del ferrocarril a las autopistas; la dependencia de las carreteras creció tras la introducción de los vehículos en el país. En la actualidad, la cuota del ferrocarril en el tráfico interior es inferior al 8% en el caso de los pasajeros y al 4% en el del transporte de mercancías.
A medida que el transporte personal empezó a estar dominado por el automóvil, el total de vías férreas disminuyó de 8.775 kilómetros (5.453 millas) en 1990-91 a 7.791 kilómetros (4.841 millas) en 2011. Pakistán espera utilizar el servicio ferroviario para impulsar el comercio exterior con China, Irán y Turquía.

## Ciencia y tecnología

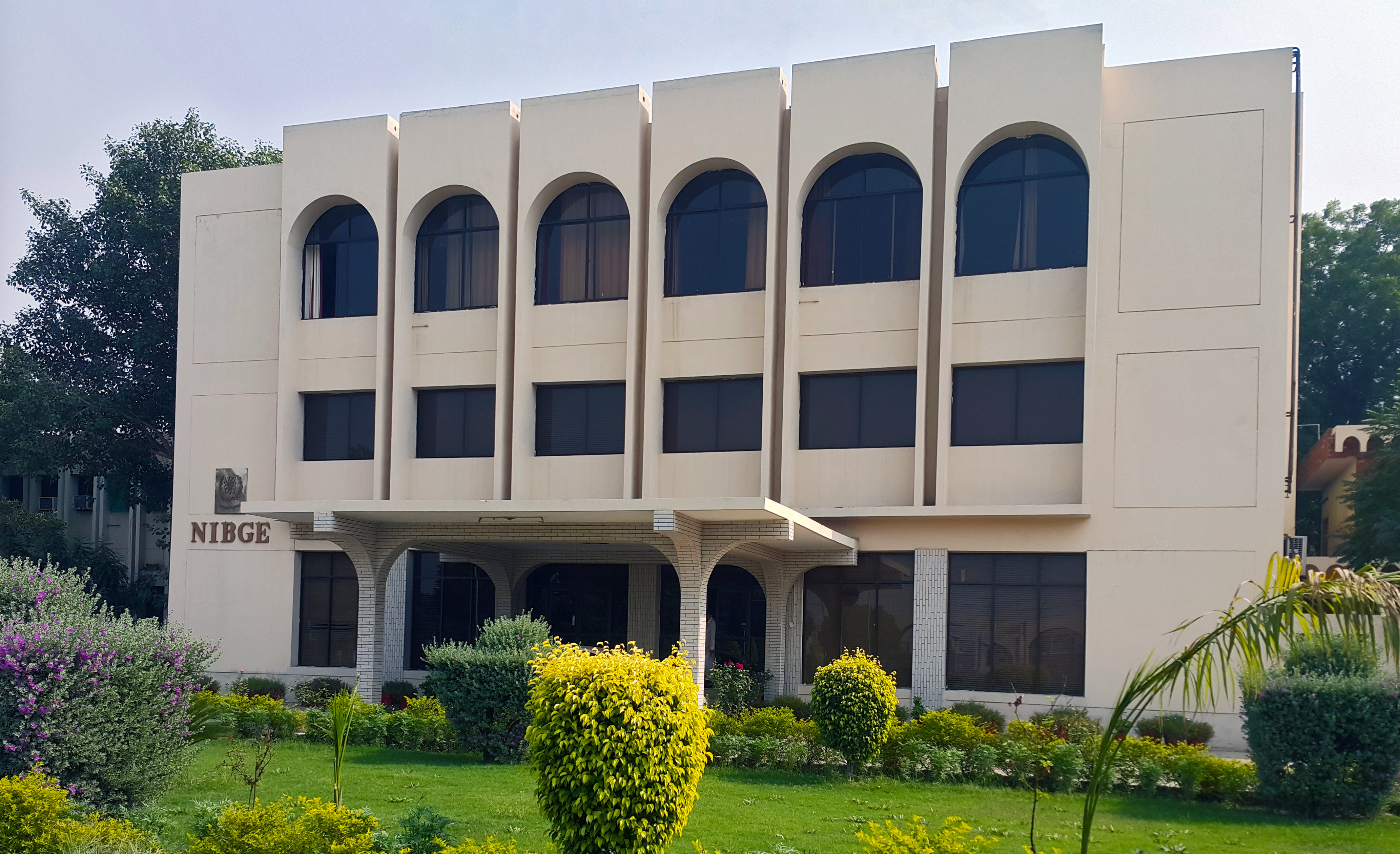
Instituto Nacional de Biotecnología e Ingeniería Genética en Faisalabad

Los avances en ciencia y tecnología han desempeñado un papel importante en las infraestructuras de Pakistán y han ayudado al país a conectarse con el resto del mundo. Todos los años, científicos de todo el mundo son invitados por la Academia de Ciencias de Pakistán y el Gobierno pakistaní a participar en el Colegio Internacional de Verano Nathiagali de Física. Pakistán acogió un seminario internacional sobre «Física en los países en desarrollo» con motivo del Año Internacional de la Física 2005. El físico teórico paquistaní Abdus Salam ganó el Premio Nobel de Física por su trabajo sobre la interacción electrodébil. Los científicos paquistaníes han realizado publicaciones influyentes y trabajos científicos críticos en el avance de las matemáticas, la biología, la economía, la informática y la genética, tanto a nivel nacional como internacional.
En química, Salimuzzaman Siddiqui fue el primer científico paquistaní que dio a conocer los componentes terapéuticos del árbol del neem a los químicos especializados en productos naturales. El neurocirujano paquistaní Ayub Ommaya inventó el reservorio Ommaya, un sistema para el tratamiento de tumores cerebrales y otras afecciones cerebrales. La investigación y el desarrollo científicos desempeñan un papel fundamental en las universidades paquistaníes, los laboratorios nacionales patrocinados por el gobierno, los parques científicos y la industria. Abdul Qadeer Khan, considerado el fundador del programa de enriquecimiento de uranio por centrifugación gaseosa basado en HEU para el proyecto de bomba atómica integrada de Pakistán, fundó y estableció los Laboratorios de Investigación de Kahuta (KRL) en 1976, de los que fue su científico principal y director general hasta su jubilación en 2001, y fue una figura temprana y vital en otros proyectos científicos. Además de participar en el proyecto de bomba atómica de Pakistán, realizó importantes contribuciones en morfología molecular, martensita física y sus aplicaciones integradas en física condensada y de materiales.
En 2010, Pakistán ocupaba el puesto 43 del mundo en cuanto a artículos científicos publicados. La Academia de Ciencias de Pakistán, una sólida comunidad científica, desempeña un papel influyente y vital en la formulación de recomendaciones sobre políticas científicas para el Gobierno. Pakistán ocupaba el puesto 99 en el Índice Mundial de Innovación, de la OMPI, en 2021, frente al puesto 107 en 2020; en 2022, subió hasta el lugar 87 en el mismo índice; mientras que en 2023 ocupó el lugar 88 y el lugar 91 en 2024.

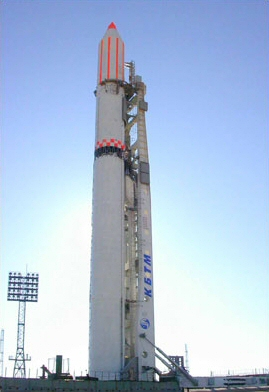
Badr-B fue el primer satélite de observación de la Tierra lanzado a la órbita terrestre en 2001 por SUPARCO, la agencia espacial nacional de Pakistán.

En la década de 1960 surgió un activo programa espacial dirigido por SUPARCO que produjo avances en cohetería, electrónica y aeronomía nacionales. El programa espacial registró algunas hazañas y logros notables. El lanzamiento con éxito de su primer cohete al espacio convirtió a Pakistán en el primer país del sur de Asia en conseguirlo. Tras producir y lanzar con éxito el primer satélite espacial de la nación en 1990, Pakistán se convirtió en el primer país de mayoría musulmana y el segundo del sur de Asia en poner un satélite en el espacio.
Como consecuencia de la guerra de 1971 con la India, el programa clandestino de choque desarrolló armas atómicas en parte motivado por el miedo y para evitar cualquier intervención extranjera, al tiempo que marcaba el comienzo de la era atómica en la posguerra fría. La competencia con la India y las tensiones acabaron por llevar a Pakistán a tomar la decisión de realizar pruebas nucleares subterráneas en 1998, convirtiéndose así en el séptimo país del mundo en desarrollar con éxito armas nucleares.
Pakistán es el primer y único país musulmán que mantiene una presencia activa de investigación en la Antártida. Desde 1991, Pakistán mantiene dos estaciones de investigación de verano y un observatorio meteorológico en el continente y tiene previsto abrir otra base permanente completa en la Antártida.
El consumo de energía por parte de los ordenadores y su uso ha crecido desde la década de 1990, cuando se introdujeron los ordenadores personales; Pakistán cuenta con unos 82 millones de usuarios de Internet y está clasificado como uno de los principales países que han registrado una alta tasa de crecimiento en la penetración de Internet a partir de 2020. Pakistán ha producido publicaciones clave y el desarrollo de software nacional ha recibido considerables elogios internacionales.
En mayo de 2020, Pakistán cuenta con unos 82 millones de usuarios de Internet, lo que le convierte en el noveno país con mayor población de usuarios de Internet del mundo. Desde la década de 2000, Pakistán ha realizado importantes avances en supercomputación, y varias instituciones ofrecen oportunidades de investigación en computación paralela. Según los informes, el gobierno pakistaní gasta 4.600 millones de yenes en proyectos de tecnologías de la información, haciendo hincapié en la administración electrónica, los recursos humanos y el desarrollo de infraestructuras.

## Cultura

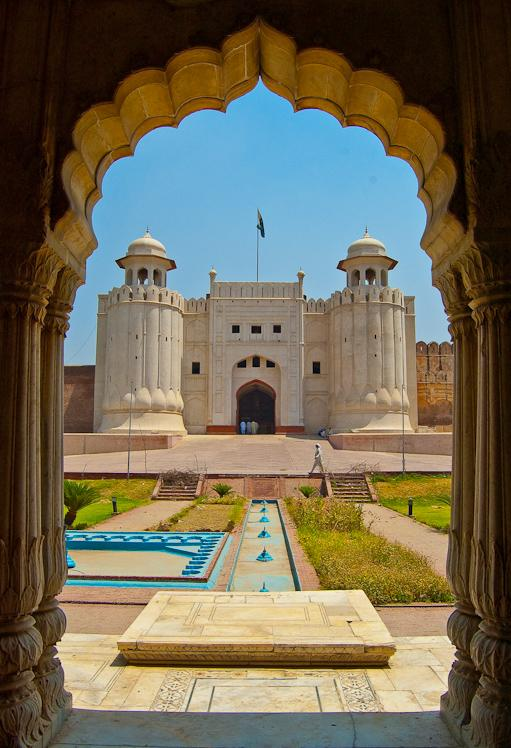
El Fuerte de Lahore es Patrimonio de la Humanidad.

El 94 % de la población es musulmana. Debido a su geografía, Pakistán hereda una cultura rica y única y ha conservado activamente sus tradiciones establecidas a lo largo de la historia. La vestimenta nacional pakistaní es el salwar kameez.
La sociedad pakistaní es en gran parte multilingüe y multicultural. Las prácticas religiosas de varias confesiones son parte de la vida diaria en la sociedad. El valor de la educación es altamente considerado por los miembros de cada estrato socioeconómico, así como los valores de la familia tradicional, considerados sagrados a pesar de que las familias urbanas se hayan convertido a un sistema de familia nuclear por las necesidades socioeconómicas impuestas por el sistema de familia tradicional conjunto. Las pocas décadas pasadas han visto la aparición de la clase media en ciudades como Karachi, Lahore, Rawalpindi, Hyderabad, Faisalabad, Sukkur, Peshawar, Gujranwala, Abbottabad, Multan, etc. El noroeste de Pakistán colinda con Afganistán, es sumamente conservador y dominado por las costumbres tribales.
A pesar de tener un problema de imagen, exagerada sobre todo en Occidente, y aunque la revista británica The Economist afirme que es uno de los países más peligrosos del mundo, el turismo es aún una industria creciente en Pakistán a causa de sus diversas culturas, pueblos y paisajes. La variedad de lugares de interés oscila entre las ruinas de antiguas civilizaciones como Mohenjo-Daro, Harappa y Taxila, a la colina del Himalaya, las estaciones, que atraen a los interesados en el campo y los deportes de invierno. Pakistán también tiene varios picos de las montañas de altura más de 7000 metros, que atraen a los aventureros y alpinistas de todo el mundo, especialmente el K2. A partir de abril a septiembre, los turistas nacionales e internacionales visitan estas zonas el turismo ayuda a convertirse en una fuente de ingresos para la población local. La mayoría de los turistas proceden de otros países asiáticos.
En Baluchistán hay muchas cuevas para espeleólogos y turistas que la visitan, la cueva del eje de Juniper, la cueva de Murghagull Gharra, la cueva del AEA Mughall y, naturalmente, decoradas de la cueva. Pakistán es un país miembro de la Unión Internacional de Espeleología (UIS).
Allama Iqbal es el poeta nacional de Pakistán. Además de su tierra natal, también es famoso en Irán donde se le conoce como Iqbāl-e Lāhorī.

### Cine
En Pakistán existe una industria de cine autóctona conocida como Lollywood, con sede en Lahore, que actualmente produce más de 40 películas al año. Hubo un tiempo en que Lollywood producía en serie no menos de 120 películas por año. La industria de cine pashto, situada en Peshawar, todavía produce más de 50 películas al año.

### Televisión
Tradicionalmente, la Corporación de Televisión de Pakistán (PTV), propiedad del gobierno, ha sido el medio de comunicación dominante en Pakistán. Sin embargo, la década pasada ha visto la aparición de varios canales de TV privados (noticias, entretenimiento) como la GEO TV, los canales Ary One World, Dunya News, Sama TV, Aaj News, Express News, Channel Five News, Khyber News, Fashion TV Pakistan, Dharti TV Network, Noor TV, Hadi TV, etc. Tradicionalmente, la mayor parte de programas de televisión han sido concursos o telenovelas, algunos de ellos críticamente aclamados. Una mayoría de la población puede ver varias películas y canales europeos, americanos y asiáticos gracias a la televisión por cable. Los canales de televisión emiten para todo el país en urdu e inglés, y la televisión pública tiene programación específica para las distintas provincias en sus respectivos idiomas.

### Gastronomía

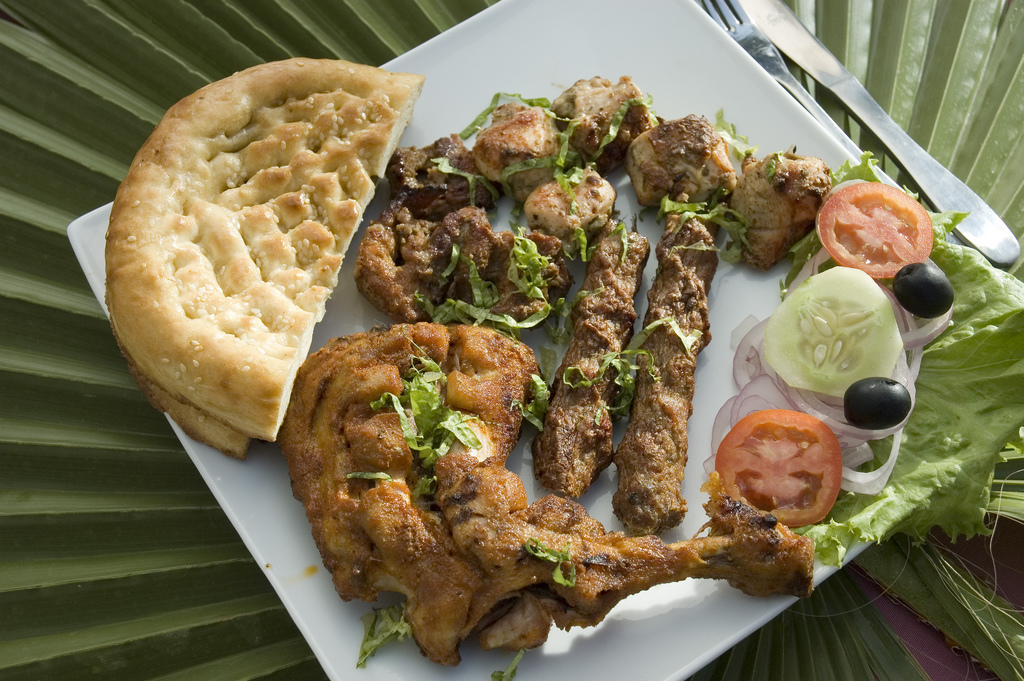
Plato pakistaní cocinado con el método tandoor.

La cocina pakistaní es semejante a la india, pero menos condimentada y hay diferencias debido a su influencia islámica. Igual que aquella, utiliza en buena parte de sus platos el curry y la masala. La especialidad es el pollo tandoori, es una manera de cocinar el pollo en un horno típico de la India y Pakistán (horno tandur), kebab, es una especie de brocheta; se distinguen tres clases: shesh kebab, pinchos de carne asada, shami kebab, carne frita en ghee (mantequilla purificada), y tikka kebab, carne asada y adobada condimentada con especias tradicionales.
Al igual que la India, se suele tomar la bebida elaborada a base de yogur frío batido con agua, que puede estar dulce o salado; su nombre: lassi. Existe también una bebida de lima mezclada con agua y azúcar llamada nimbu pani.

### Música
La música pakistaní está representada por una amplia variedad de aspectos. Desde estilos tradicionales; como el qawwali, a estilos más modernos que tratan de fusionar la música tradicional pakistaní con la música occidental. El maestro del qawwali, Ustad Nusrat Fateh Ali Khan, en Pakistán también es conocido como El Legendario King Khan, cuya familia es natural de Afganistán, es famoso internacionalmente por crear un estilo de música que sincronizó el qawwali con la música occidental. También prevalece la música pop, siendo especialmente importantes las bandas sonoras originales de sus películas. Además, están las diversas tradiciones de la música folk. La aparición de refugiados afganos en las provincias fronterizas ha reavivado las músicas pashto y persa en Pakistán. Peshawar se ha convertido en el centro de músicos afganos, y un centro de distribución para la música afgana en el extranjero. Cantantes afganos se han hecho famosos en todas partes de la frontera y algunos hasta se han casado y con población local, lo que refuerza el parentesco étnico de los afganos a ambos lados de la línea Durand.
También cabe hablar de la famosa ya fallecida Noor Jehan. Se le solía atribuir la partícula «Madame» a su nombre como símbolo de respeto.

### Arquitectura

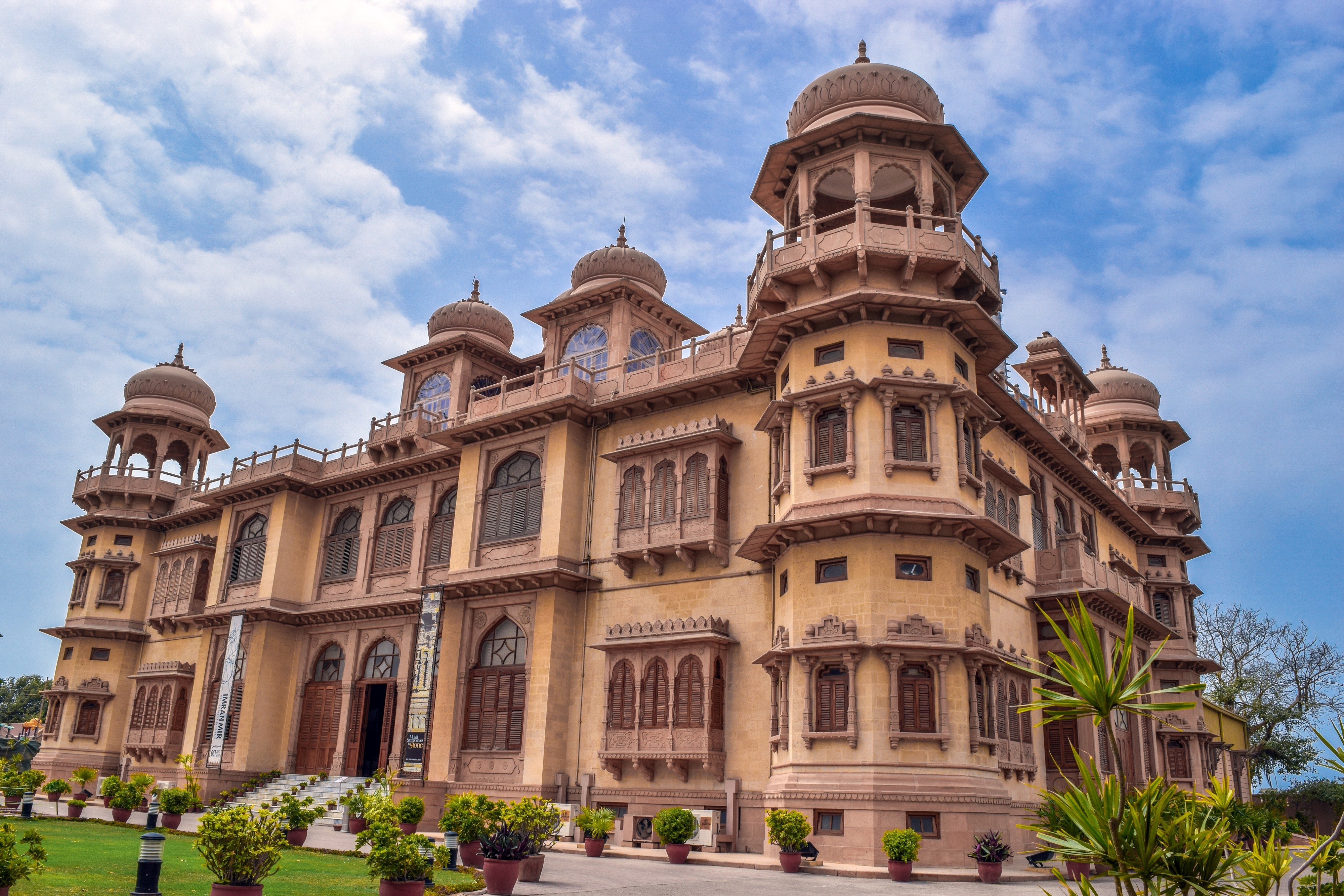
Palacio de Mohatta

En la arquitectura pakistaní se reconocen cuatro periodos: preislámico, islámico, colonial y poscolonial. Con el comienzo de la civilización del Indo, hacia mediados del III milenio a. C., se desarrolló por primera vez en la región una cultura urbana avanzada, con grandes edificios, algunos de los cuales sobreviven hasta nuestros días. Mohenjo Daro, Harappa y Kot Diji son algunos de los asentamientos preislámicos que hoy son atracciones turísticas.
A partir del siglo I de nuestra era, el auge del budismo y la influencia de la civilización griega condujeron al desarrollo de un estilo greco-budista. El punto culminante de esta época fue el estilo Gandhara. Un ejemplo de arquitectura budista son las ruinas del monasterio budista Takht-i-Bahi, en Khyber-Pakhtunkhwa.
La llegada del islam a lo que hoy es Pakistán supuso el fin repentino de la arquitectura budista en la zona y una transición suave a la arquitectura islámica, predominantemente sin imágenes. El edificio de estilo indoislámico más importante que sigue en pie es la tumba del sha Rukn-i-Alam en Multan. 
Durante la época mogol, los elementos de diseño de la arquitectura persa-islámica se fusionaron con formas lúdicas del arte indostaní y a menudo dieron lugar a ellas. Lahore, como residencia ocasional de los gobernantes mogoles, contiene muchos edificios importantes del imperio. Entre ellos, destacan la mezquita Badshahi, la fortaleza de Lahore con la famosa puerta Alamgiri, la colorida mezquita Wazir Khan, de estilo mogol, los jardines Shalimar de Lahore y la mezquita Shahjahan de Thatta. 
En el periodo colonial británico, los edificios predominantemente funcionales de estilo representativo indoeuropeo se desarrollaron a partir de una mezcla de componentes europeos e indio-islámicos. La identidad nacional poscolonial se expresa en estructuras modernas como la Mezquita Faisal, el Minar-e-Pakistan y el Mazar-e-Quaid. En Lahore, Peshawar y Karachi hay varios ejemplos de infraestructuras arquitectónicas que demuestran la influencia del diseño británico-

## Deporte

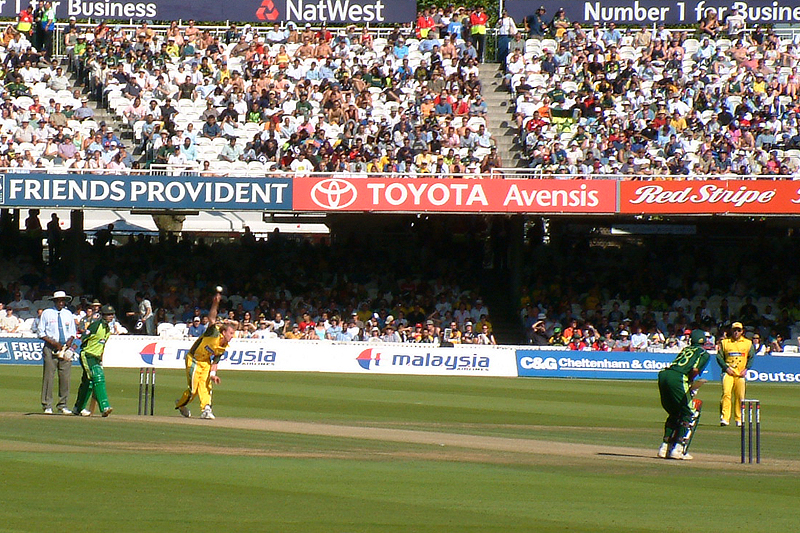
El críquet es el deporte más popular en Pakistán.

El deporte nacional en Pakistán es el hockey sobre césped, aunque el cricket es el más popular en todo el territorio. El equipo nacional de críquet ganó la Copa Mundial de Cricket en 1992. Fue subcampeón una vez (en 1999), y coanfitrión de los juegos en dos ocasiones (en 1987 y 1996). Pakistán fue subcampeón en la inauguración del torneo 2007 ICC World Twenty celebrado en Sudáfrica, y son los campeones de 2009 ICC World Twenty20 celebrado en Inglaterra.
Pakistán también ganó (ICC Champion Trophy 2017) en Inglaterra. El squash es otro deporte que se han destacado en los pakistaníes, con el éxito mundial de los jugadores de squash de clase, como Jahangir Khan y Jansher Khan, quienes han ganado el Abierto Mundial varias veces durante sus carreras.
A nivel internacional, Pakistán ha competido varias veces en los Juegos Olímpicos de verano en hockey sobre césped, boxeo, atletismo, natación y tiro. El medallero de Pakistán se mantiene en 10 medallas (3 oro, 3 plata y 4 de bronce), mientras que en los Juegos de la Commonwealth y los Juegos Asiáticos se sitúa en 75 y 204 medallas, respectivamente. El hockey es el deporte en el que Pakistán ha tenido más éxito en los Juegos Olímpicos, con tres medallas de oro en (1960, 1968 y 1984). Pakistán también ha ganado la Copa del Mundo de Hockey cuatro veces (1971, 1978, 1982, 1994). La Asociación de Motorsport de Pakistán es un miembro de la Federación Internacional del Automóvil.
Pakistán es país miembro de la UIS (Unión Internacional de Espeleología). Cada año, el Rally de la Libertad es una carrera off-road que tiene lugar durante las celebraciones de la Independencia. Pakistán también se clasificó para la Copa del Mundo de Golf por primera vez en 2009.